# 栢麗購物大道

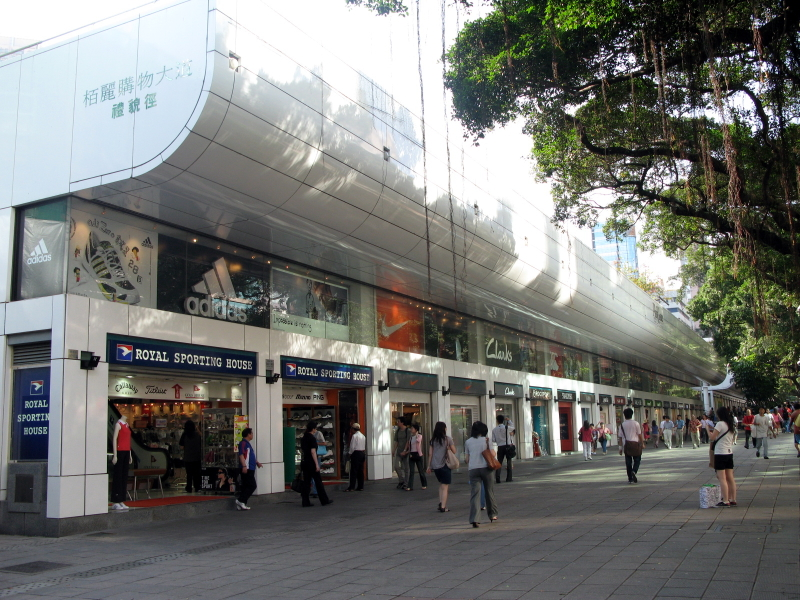
栢麗購物大道（2007年）

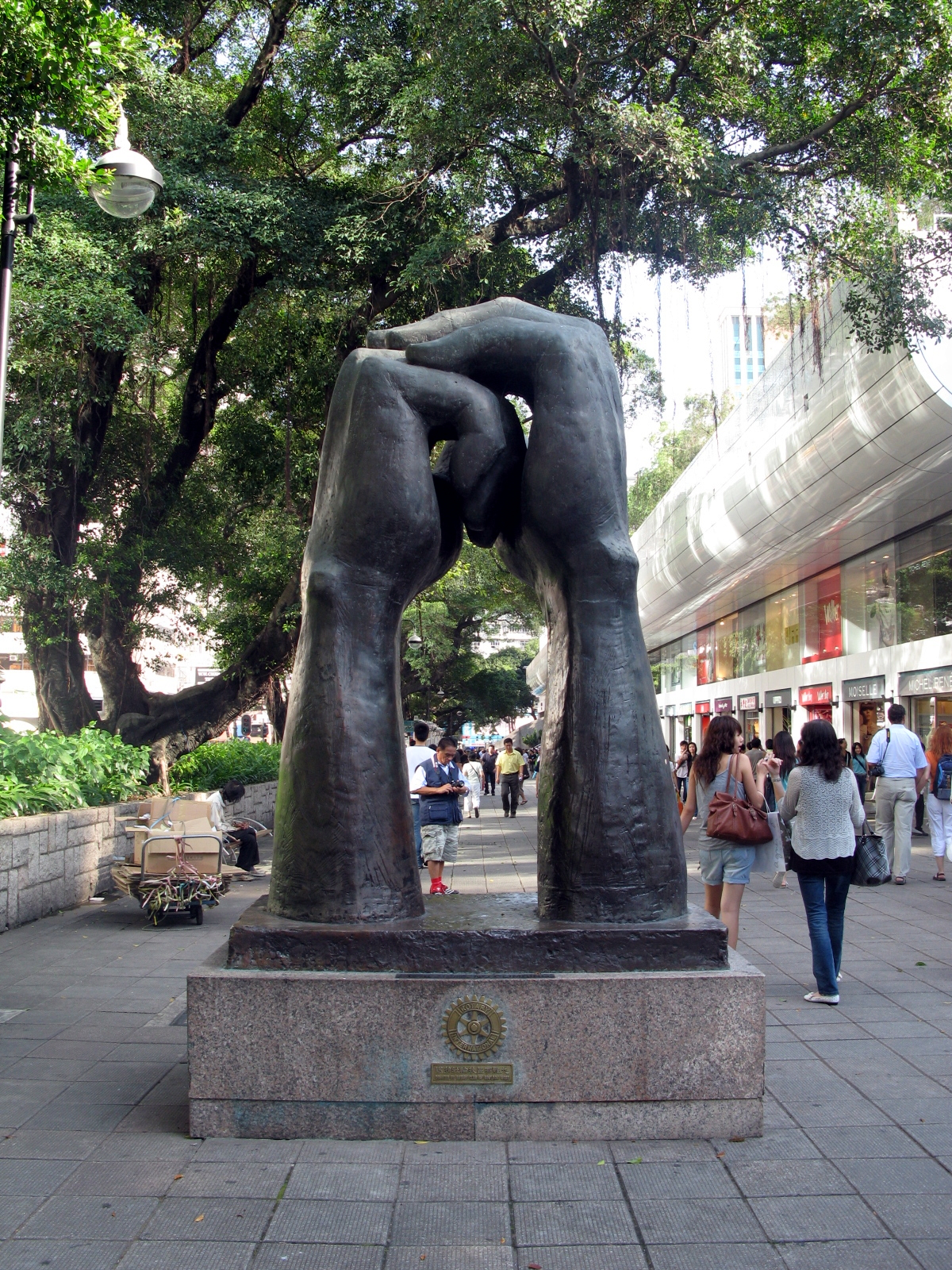
文樓作品《請》藝術雕塑

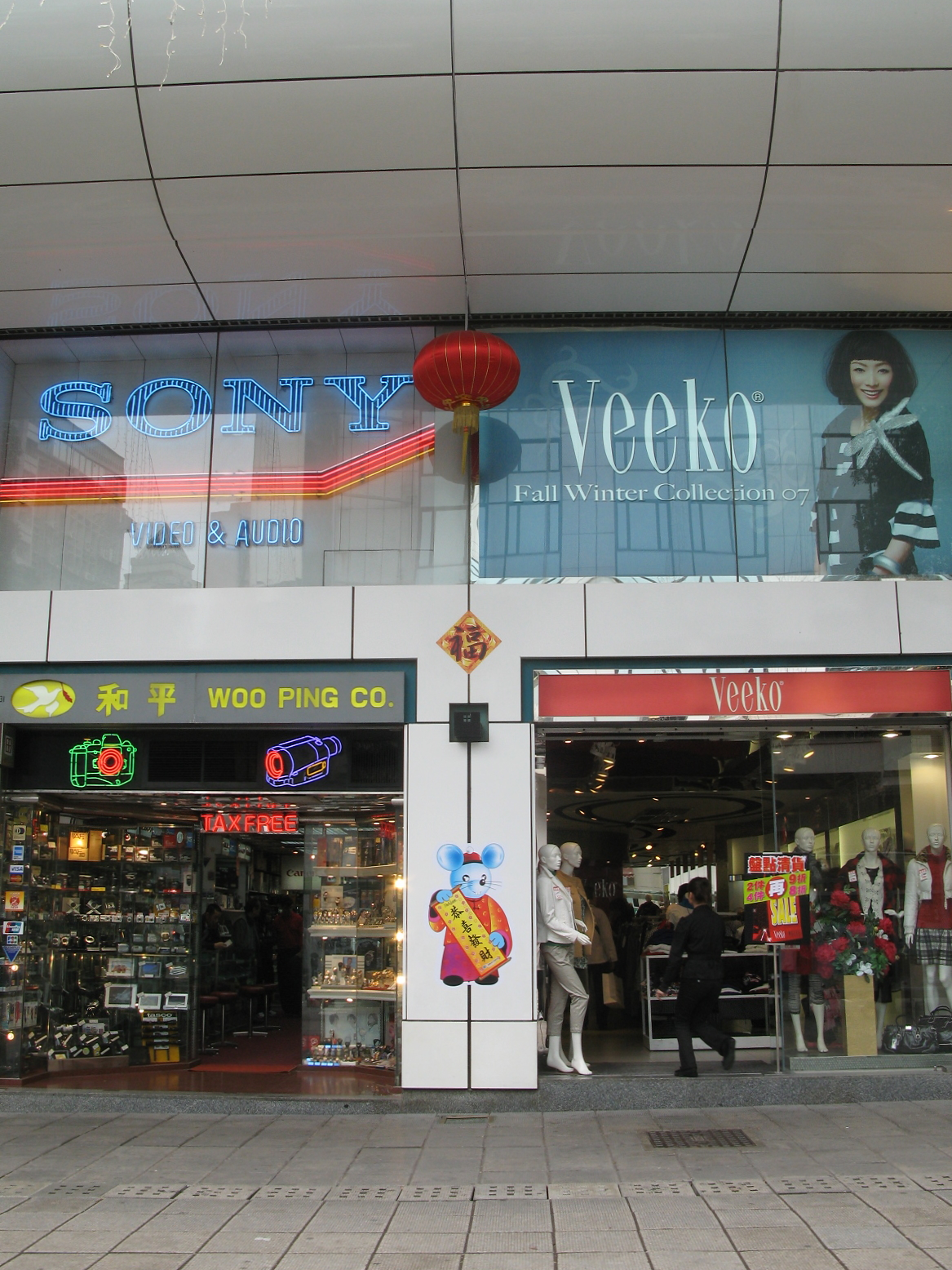
每間商店樓高兩層

栢麗購物大道（英語：Park Lane Shopper's Boulevard），簡稱栢麗大道，是香港一條購物街，位於香港九龍油尖旺區尖沙咀彌敦道，九龍公園東側。

## 簡介
栢麗購物大道全長約300米，由香港建築師嚴迅奇設計，於1986年落成（39年前）。整條街道林立逾50間商店，主要是本地或國際連鎖式的服裝店。在商舖之外的行人路廣寬，寬達10米，保留了不少大樹，更擺放了一座藝術雕塑，由九龍西區扶輪社贊助。商店營業時間由上午11:00至晚上10:00。
不過根據舖位公契，列明街內所有舖位一律不准經營飲食行業，因此舖位空租率在近年長期高企。
2021年8月，一個空置超過四年，佔地2,768平方呎的地舖獲謝瑞麟珠寶以每月25萬元承租，租金較2016年高峰期的157萬元跌84%，回到1986年美國運通銀行承租的租金水平。

## 天台花園
彌敦道栢麗大道購物中心的天台，裝置為綠化的花園草地，內有少量樹木和露天長椅。天台花園與九龍公園的建築風格一致，是康文署管理的公共空間。

## 街道古樹
2012年7月19日，一棵被列入《古樹名冊》的細葉榕疑感染褐根病，突然連根拔起折斷塌向栢麗大道對開的行人路，一男四女途人走避不及被大樹壓傷。
2023年8月8日，康樂及文化事務署把一棵有倒塌風險的細葉榕移除，其《古樹名冊》內的編號為 LCSD YTM/2。該樹位於尖沙咀警署外，康文署在2013年曾聯同路政署為其提供金屬鐵架作支撐。移除工程完成後，署方會安排在柏麗購物大道補種一棵垂葉榕。

## 未來發展

### 改劃用途設餐飲
2022年5月31日，栢麗購物大道業主立案法團向城規會提岀申請，計劃把整條栢麗購物大道地下及一樓的休憩用地改為食肆及商店等用途，發展自助餐廳、咖啡室及茶室等，但不包含第132X章《食品業規例》所界定的普通食肆牌照；同時為減低對九龍公園環境及於彌敦道成齡樹影響的風險，計劃建議為食肆用途設置「不超過50%總樓面面積」的限制。到同年10月14日，城規會批准有關的申請。

## 2009年的租戶（部份）

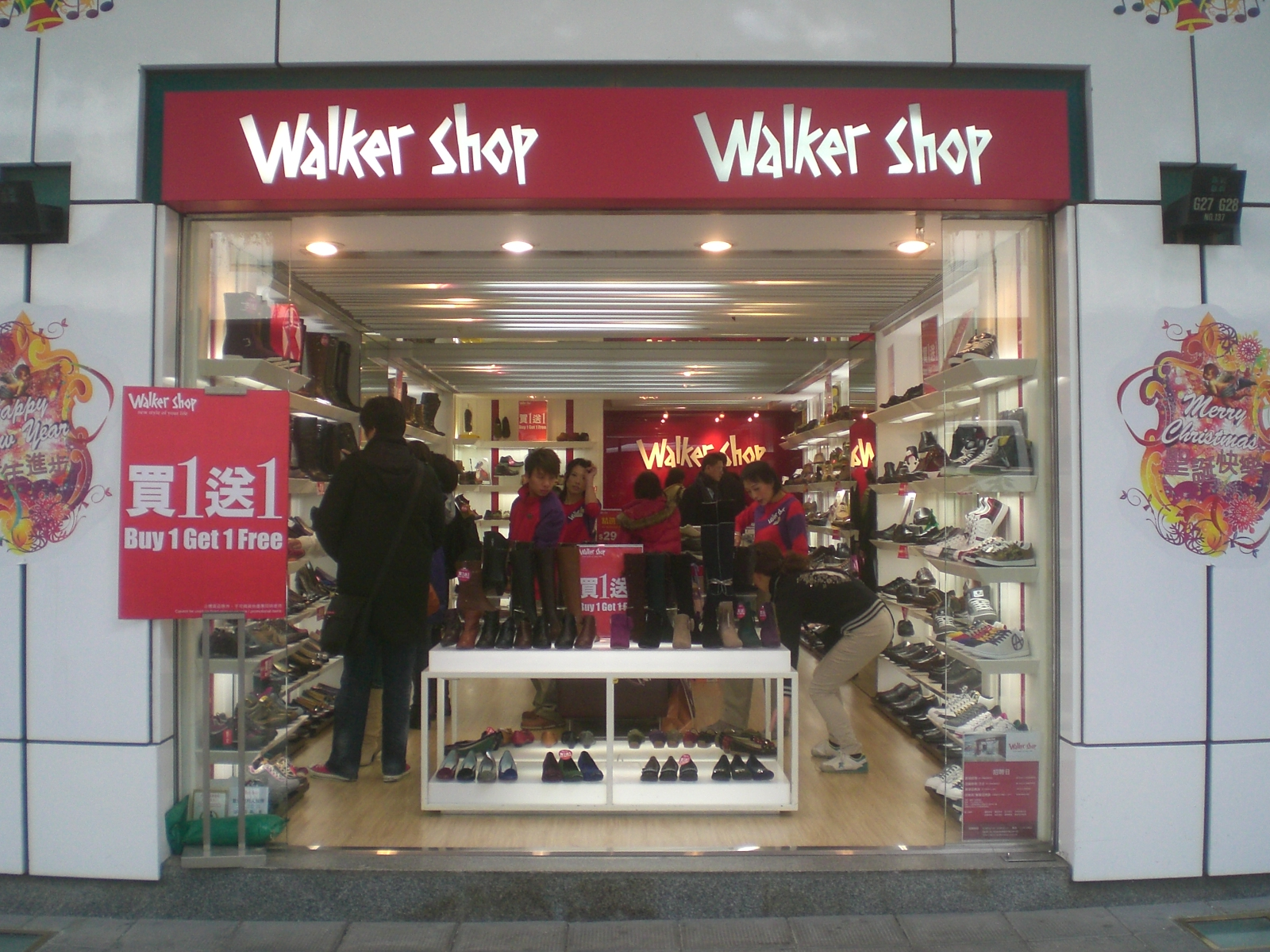
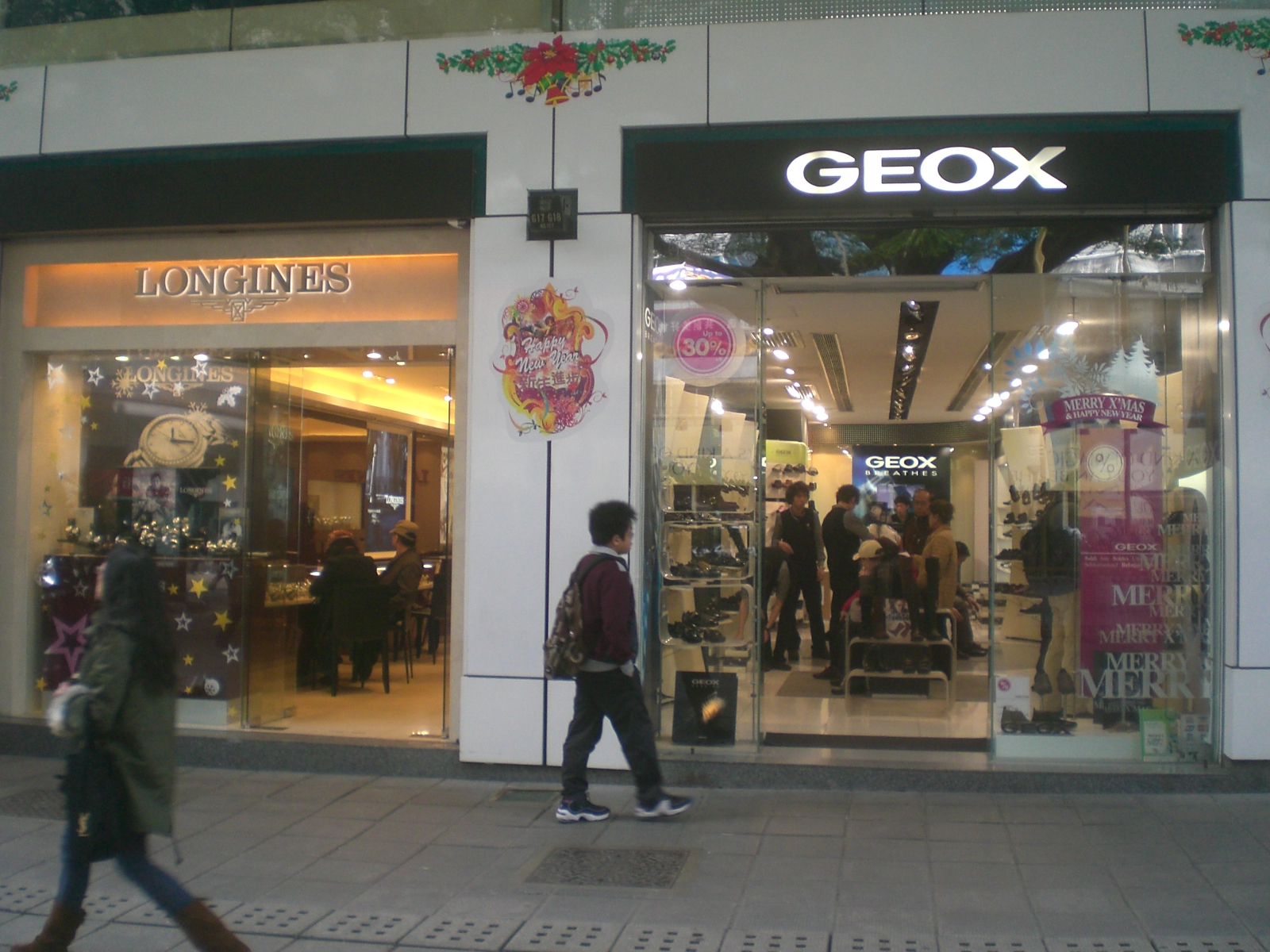
Geox
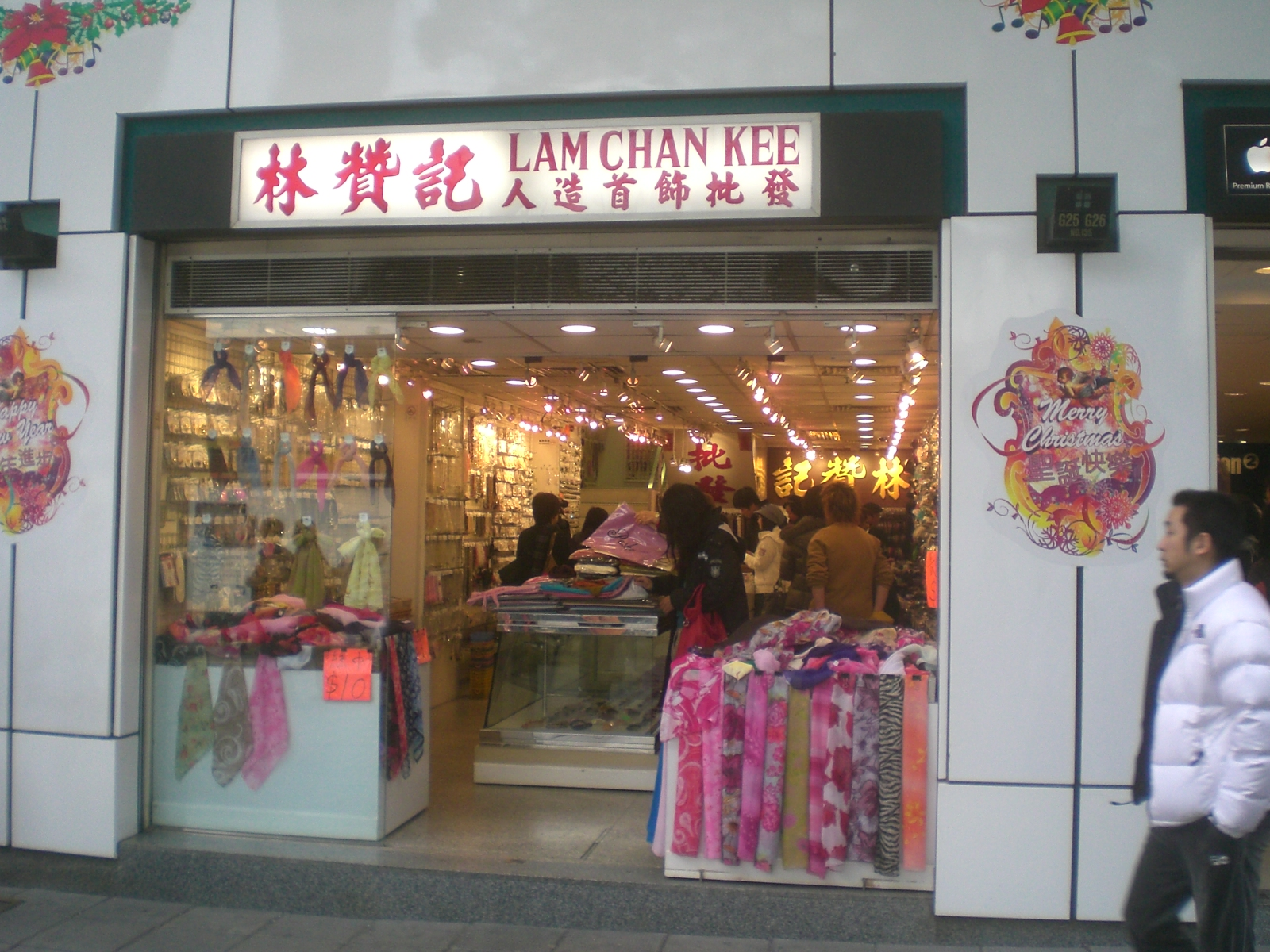
林贊記
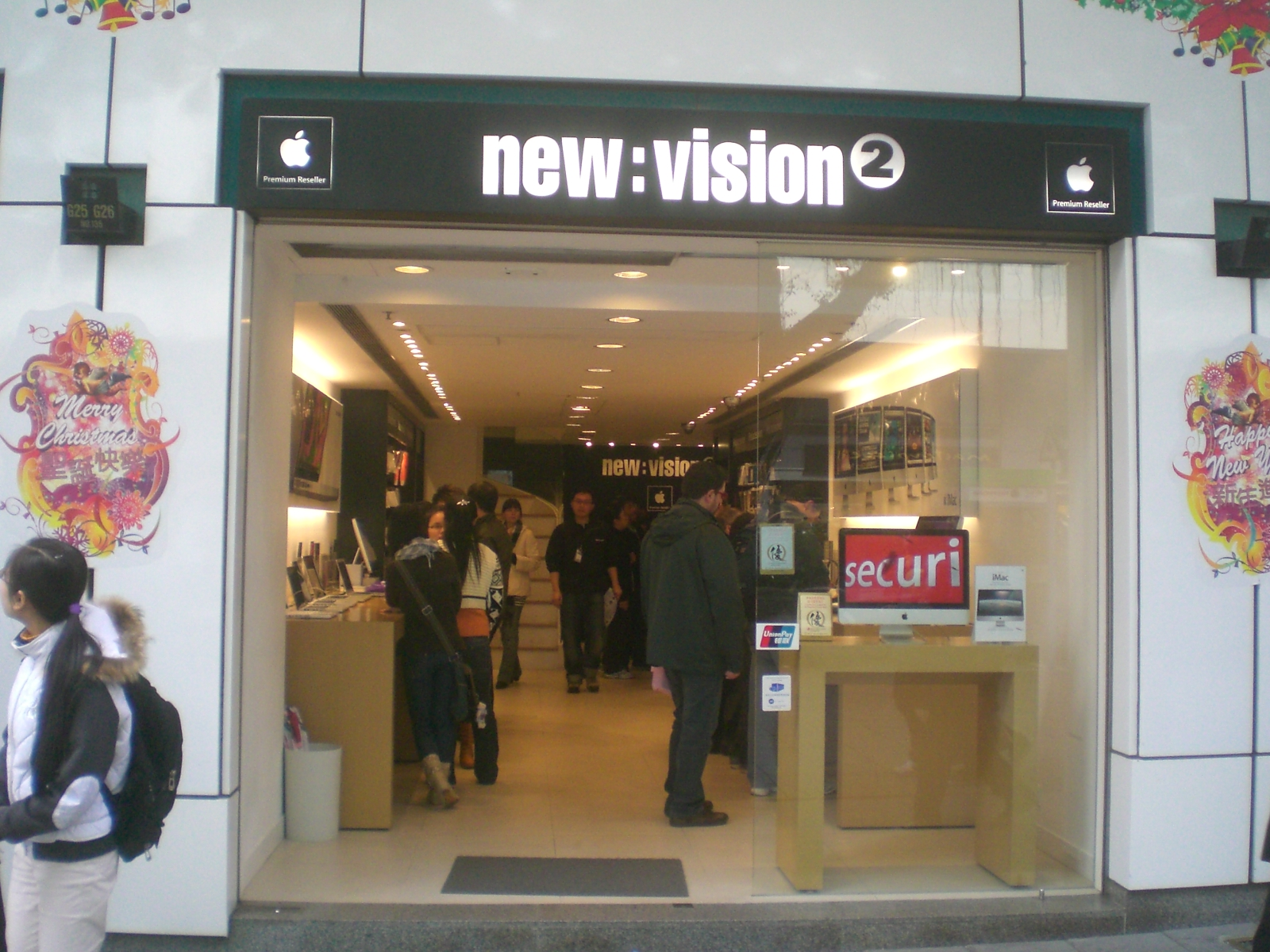
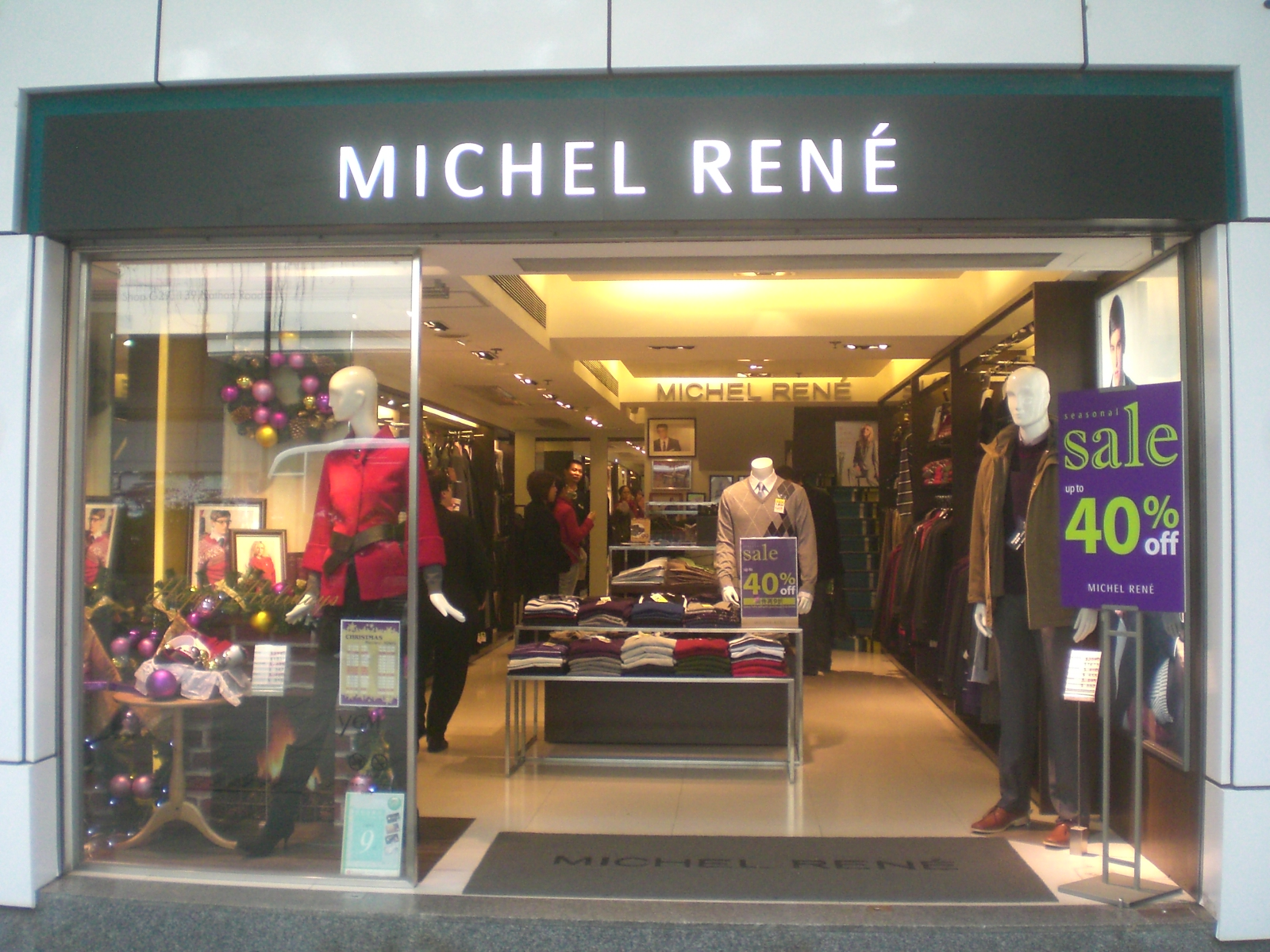
馬獅龍
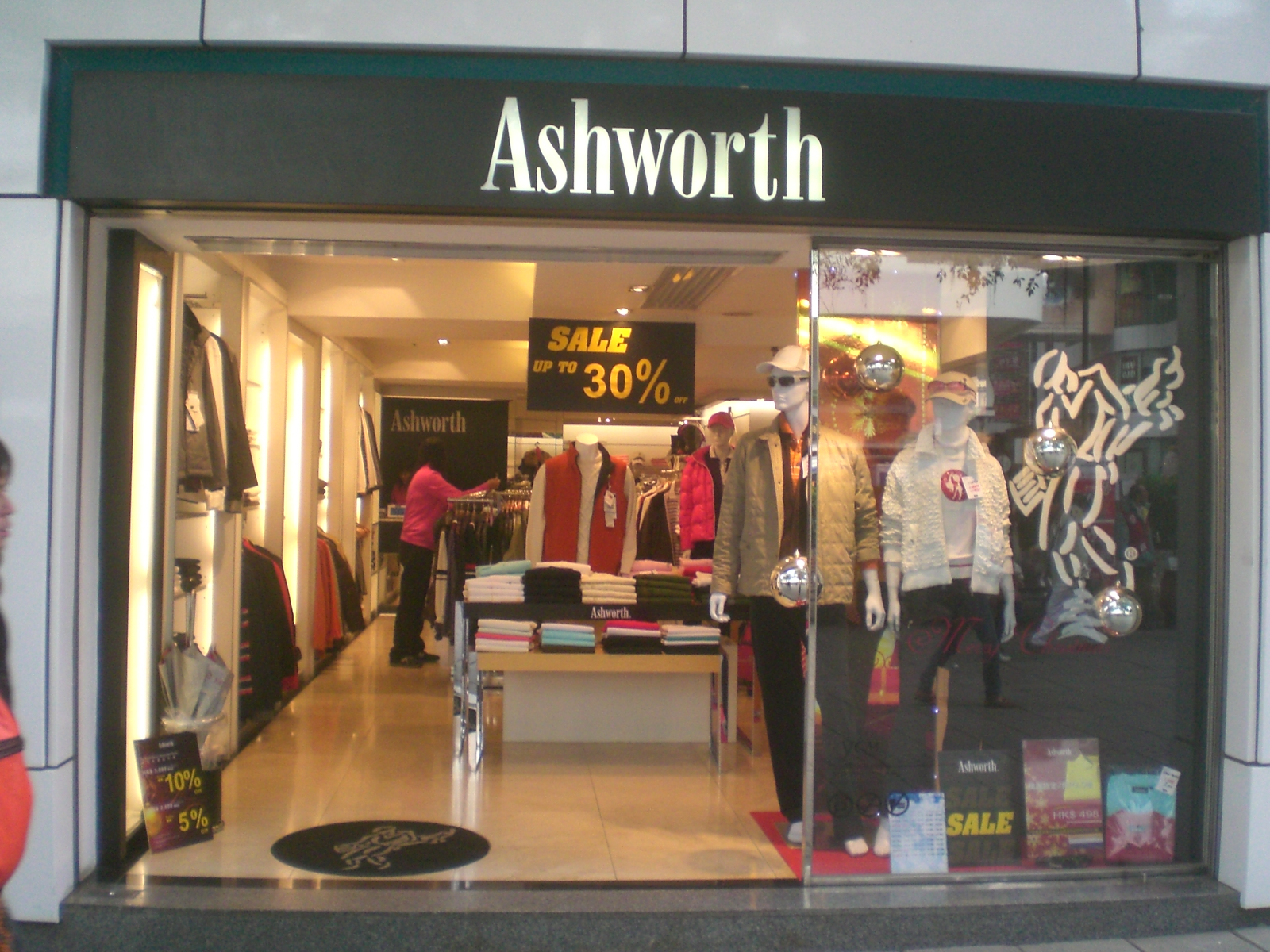
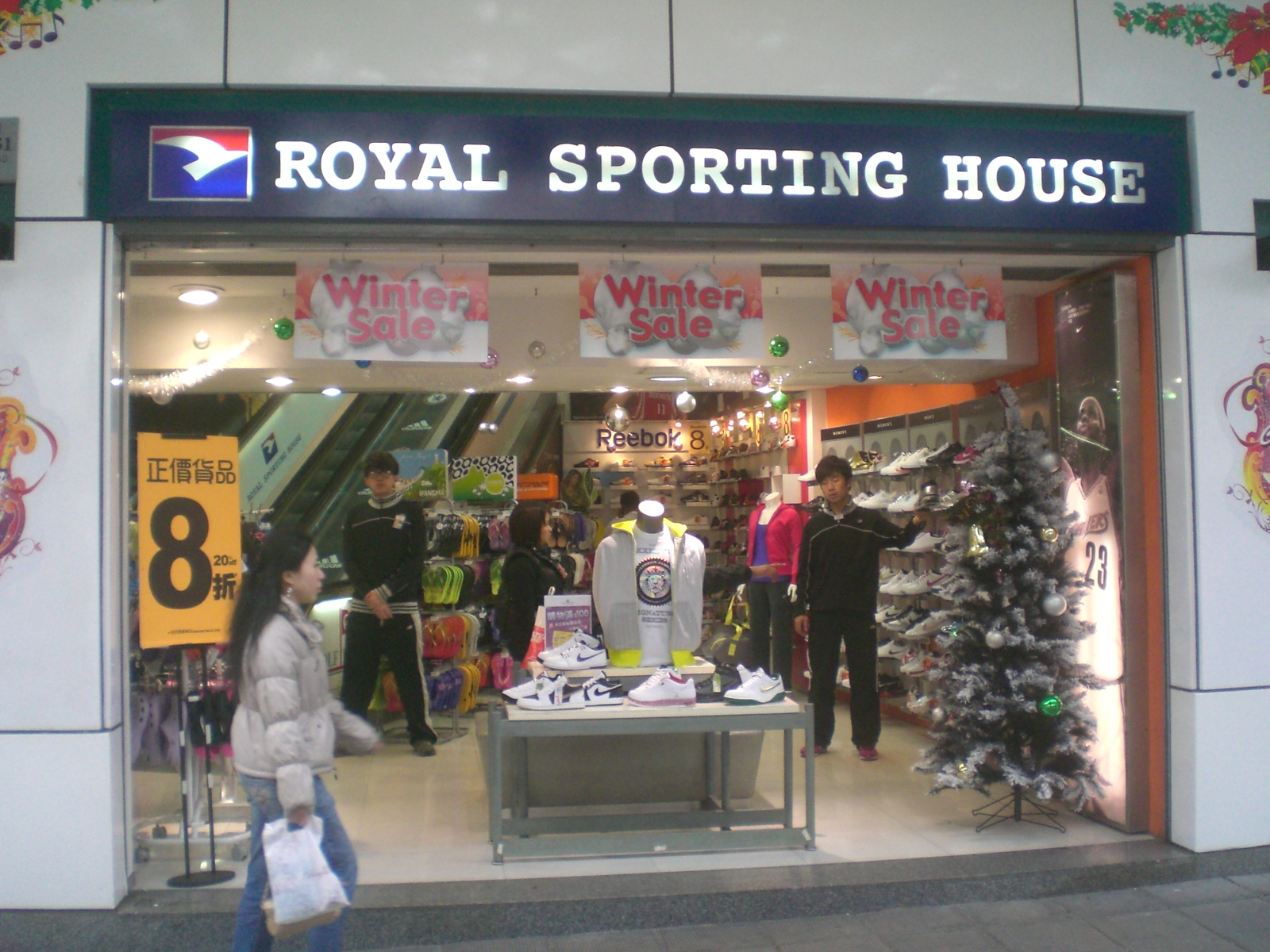
皇家運動專門店
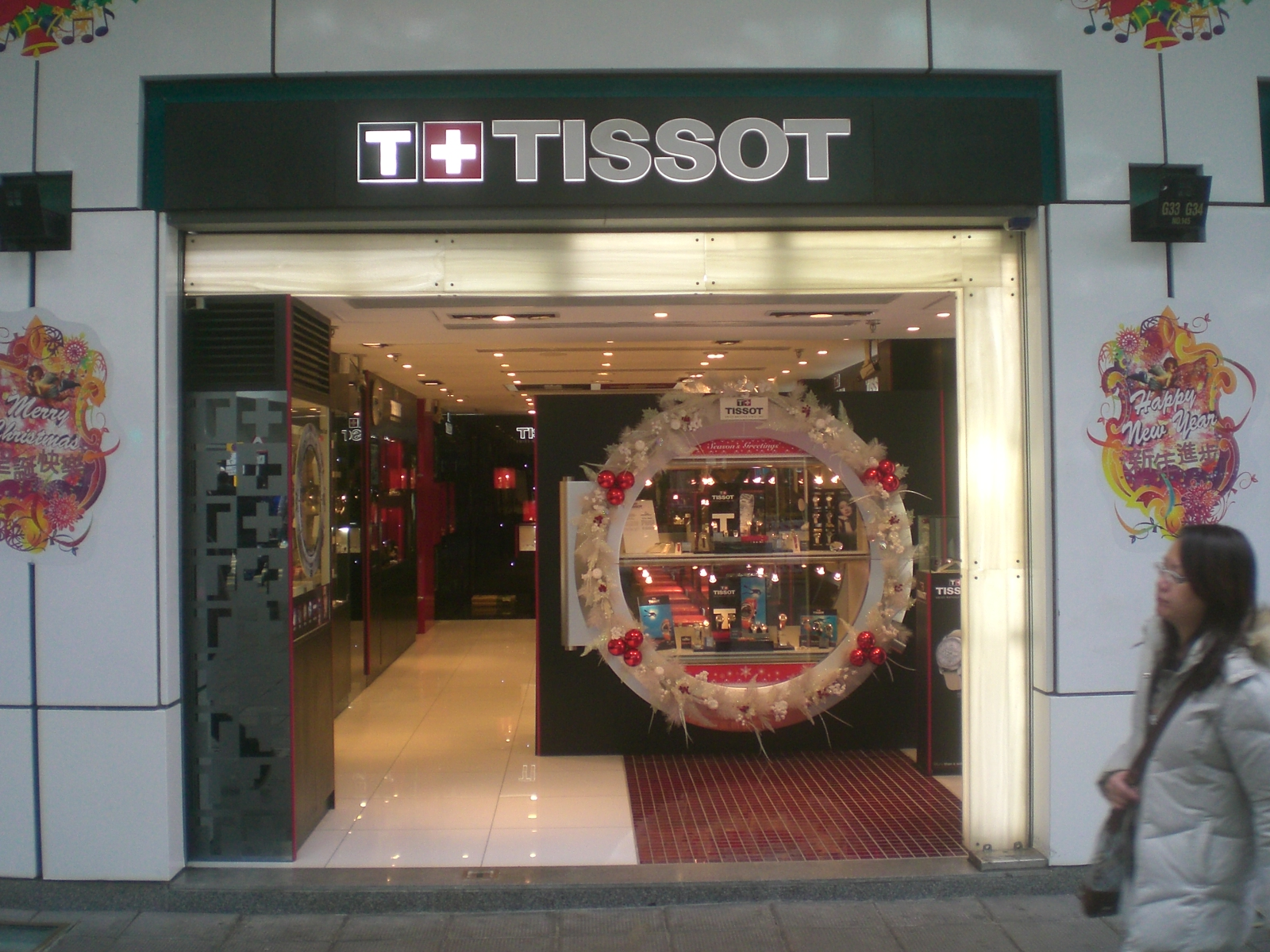
瑞士天梭表
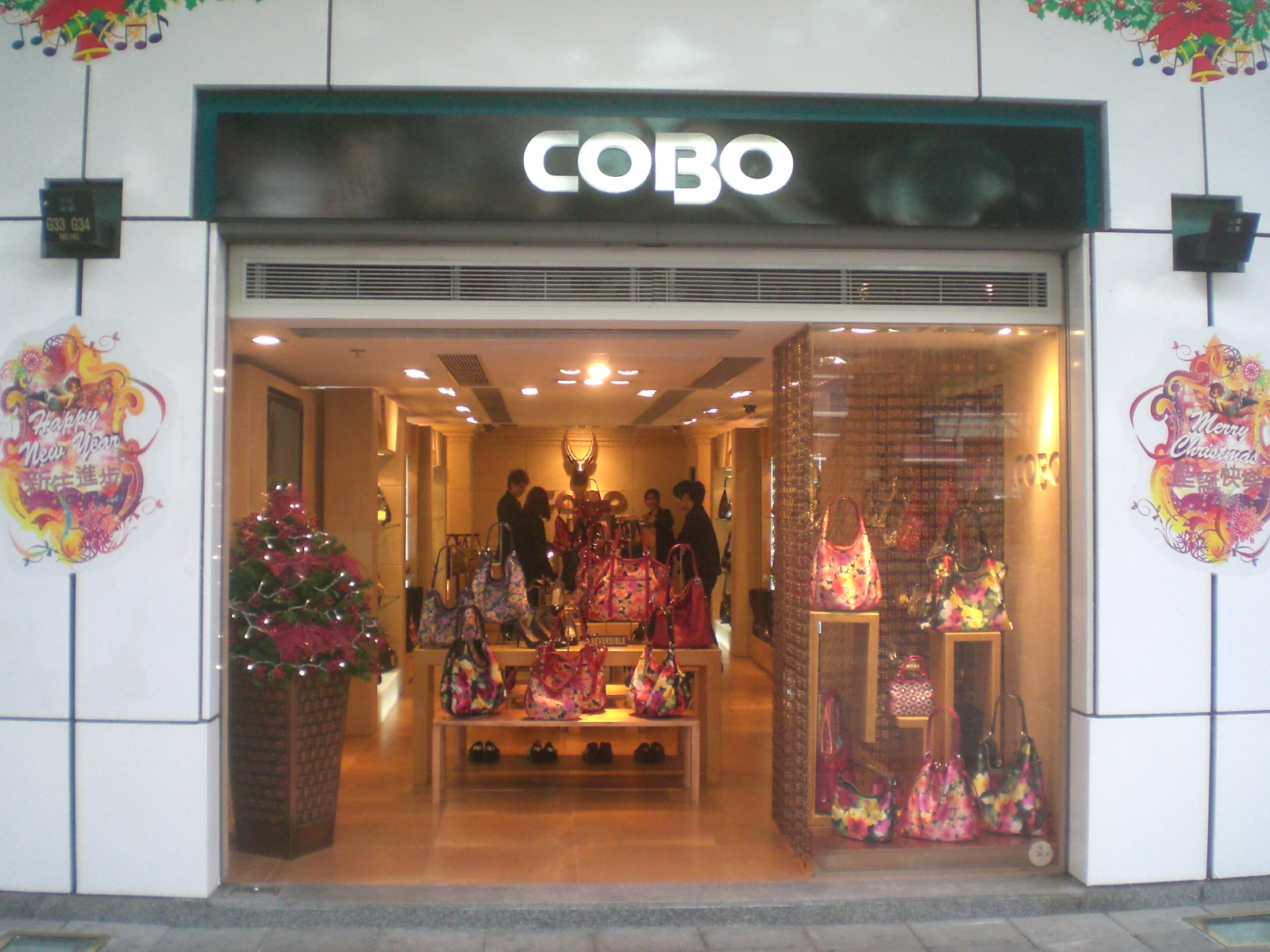
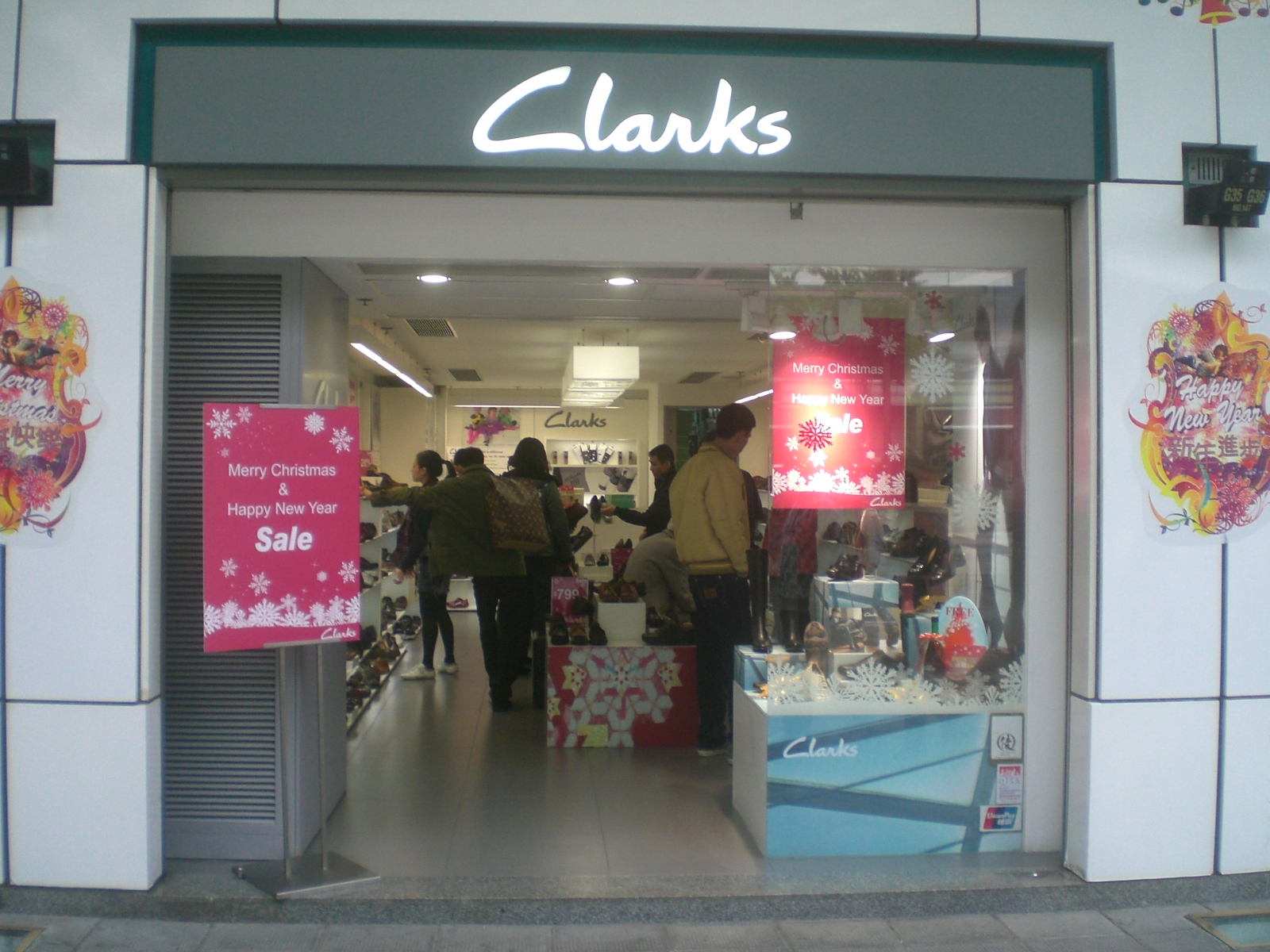
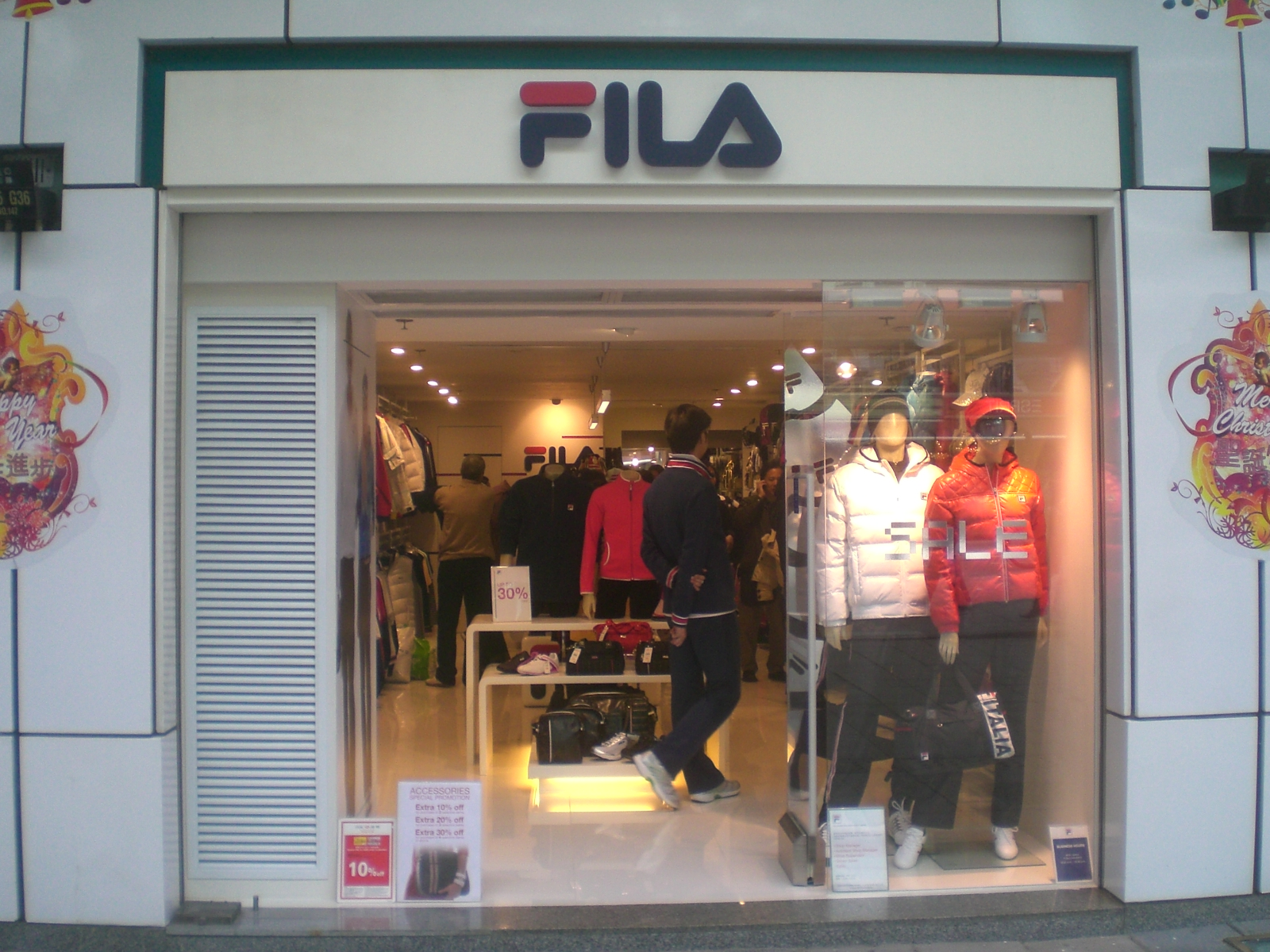
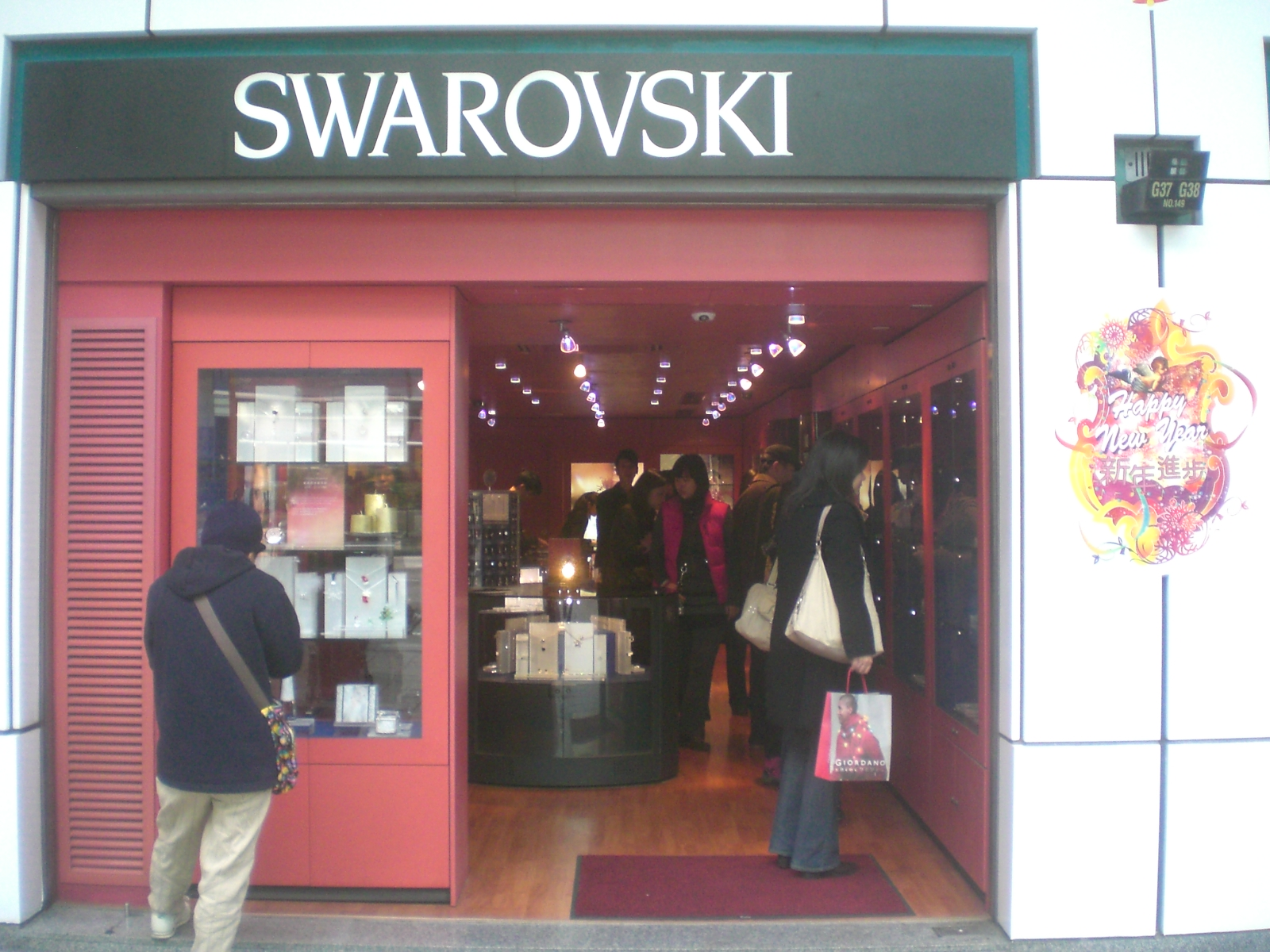
施華洛世奇
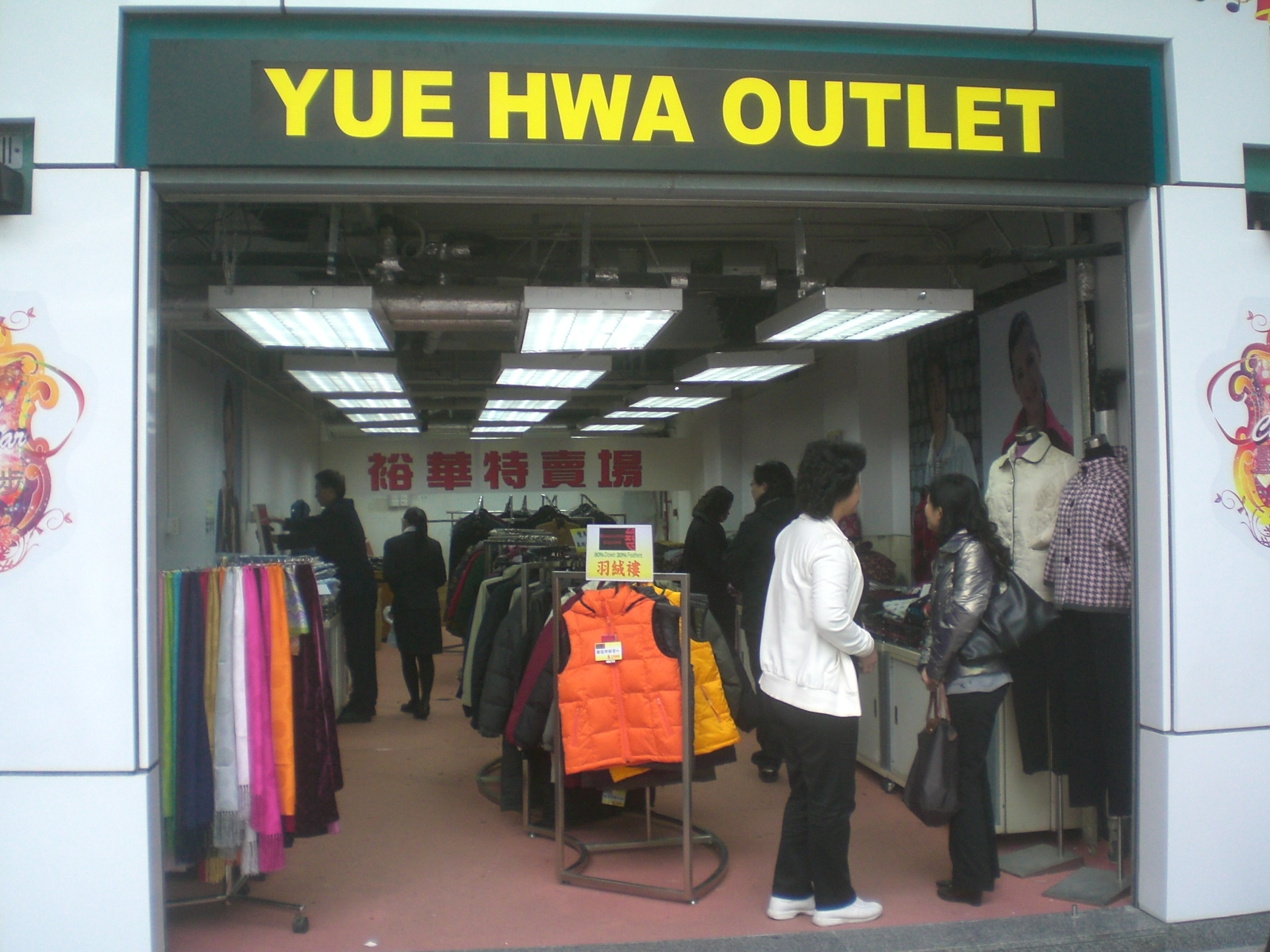
裕華國貨
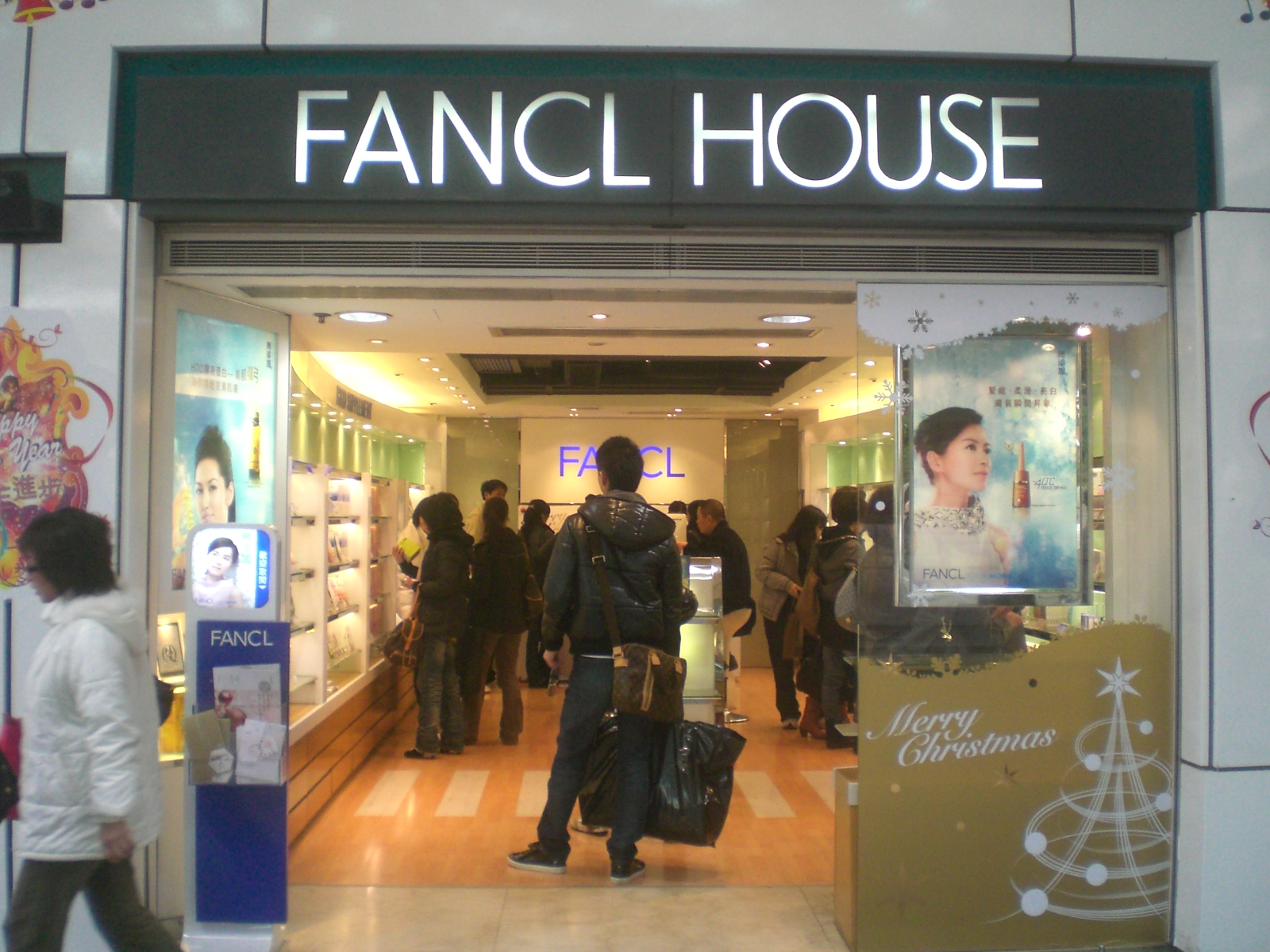
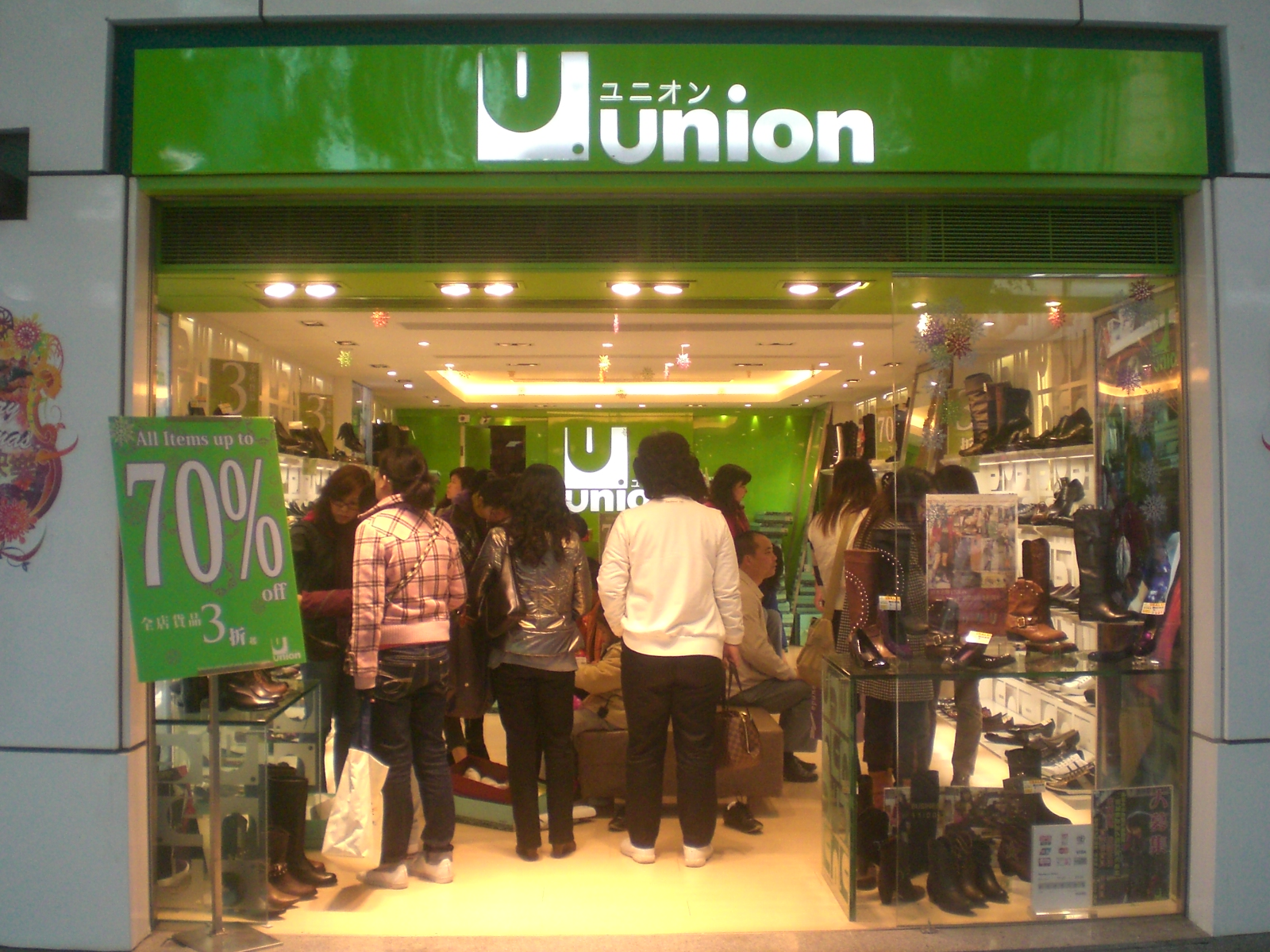
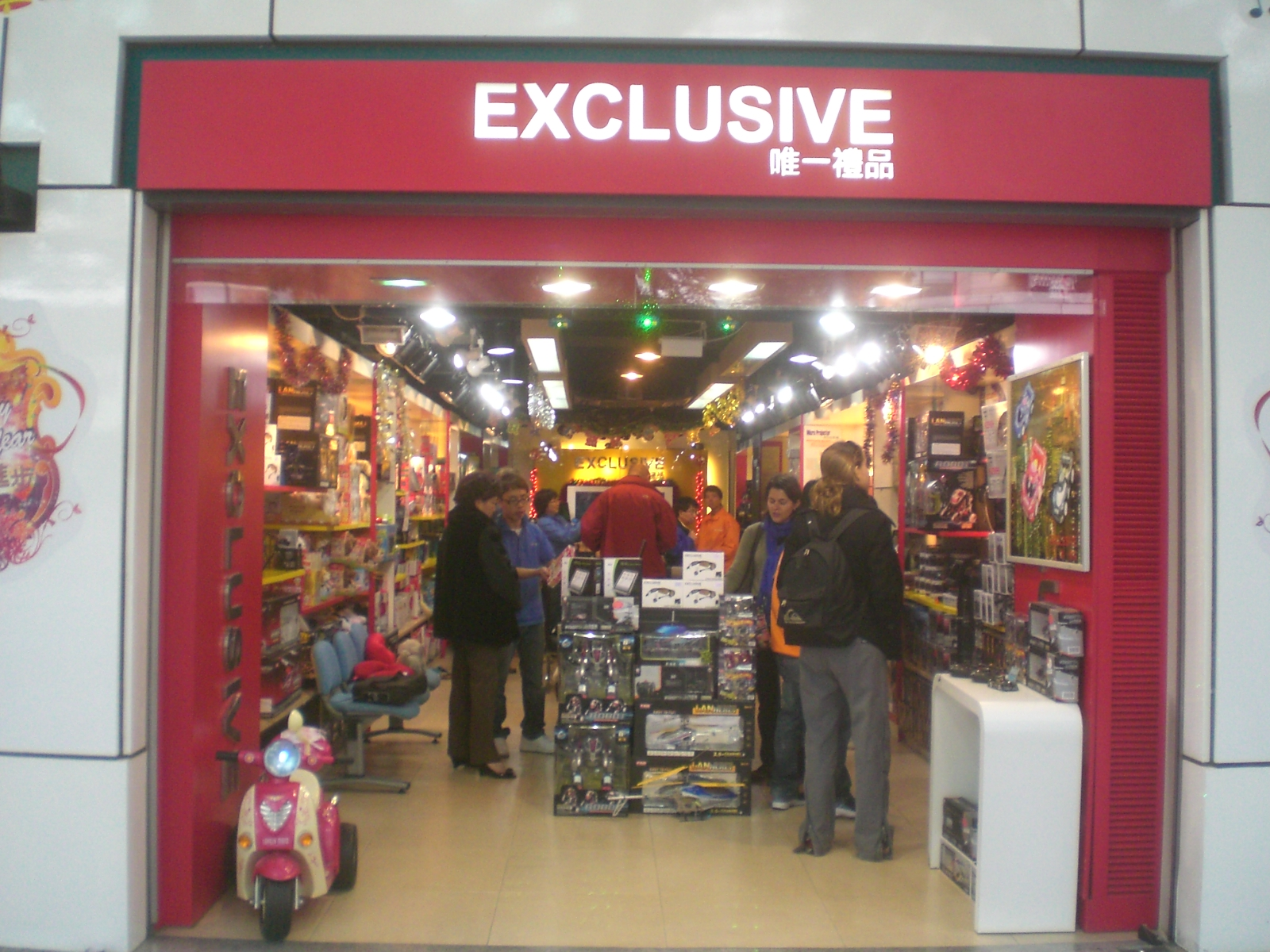
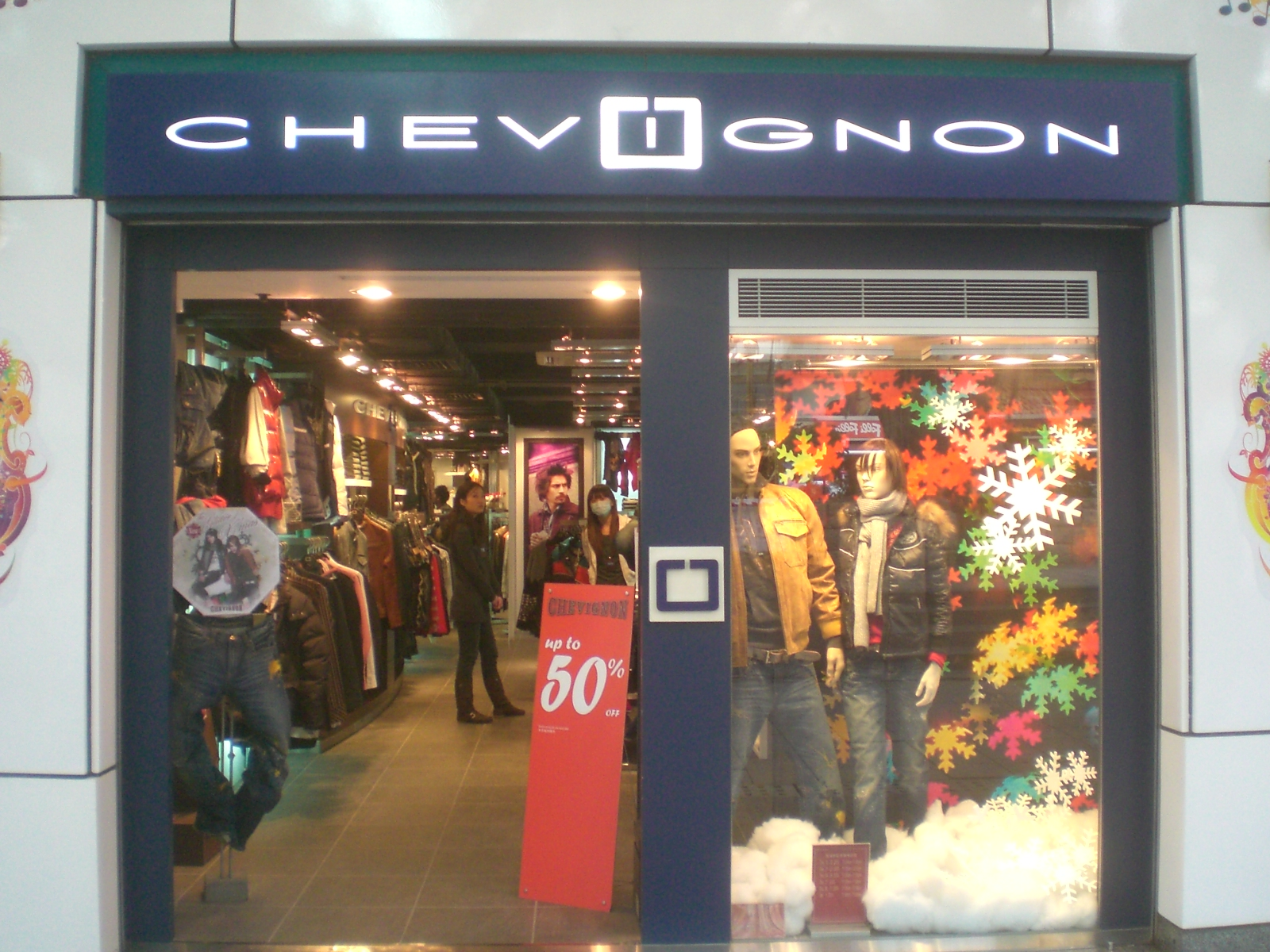
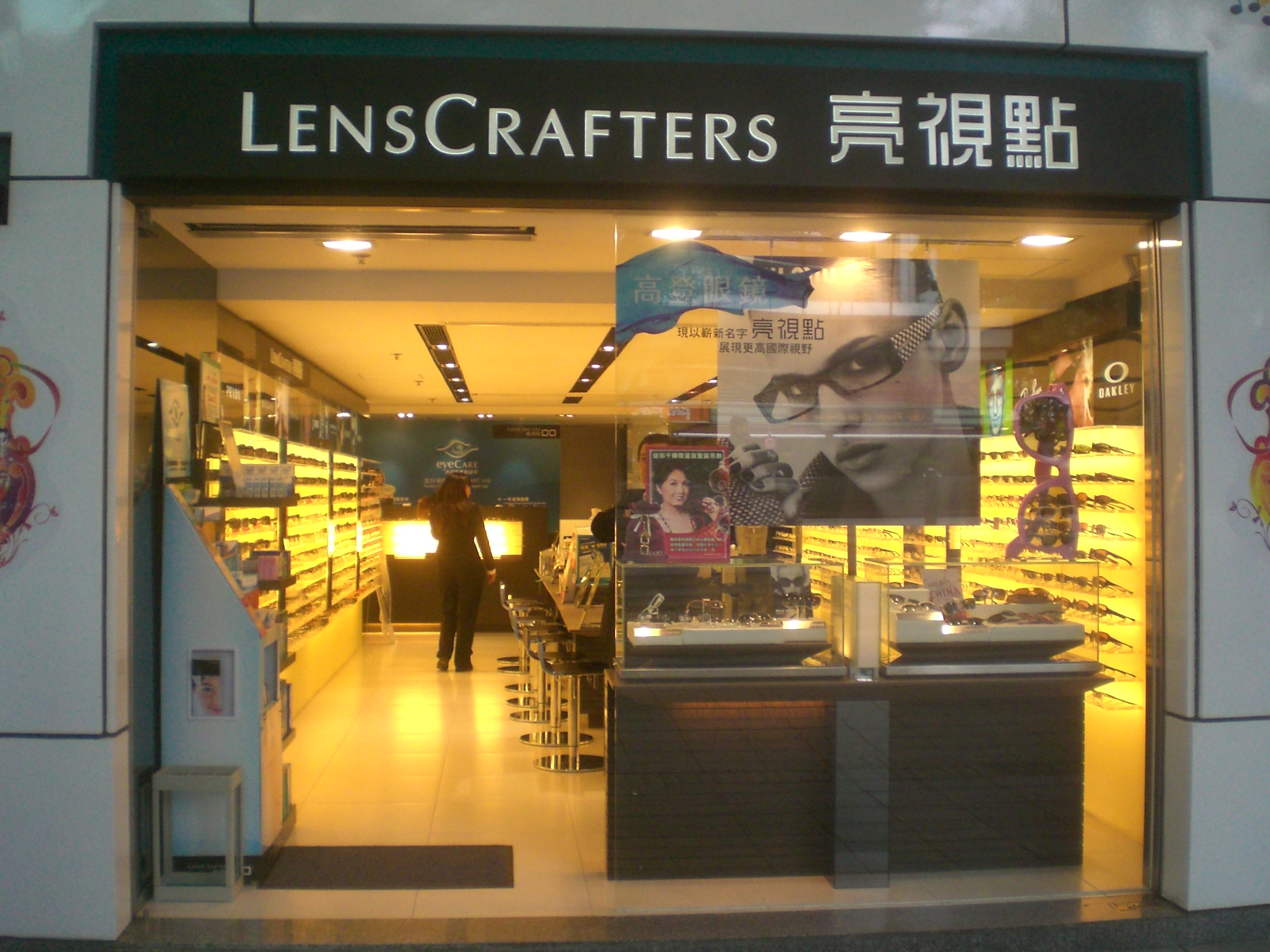
亮視點
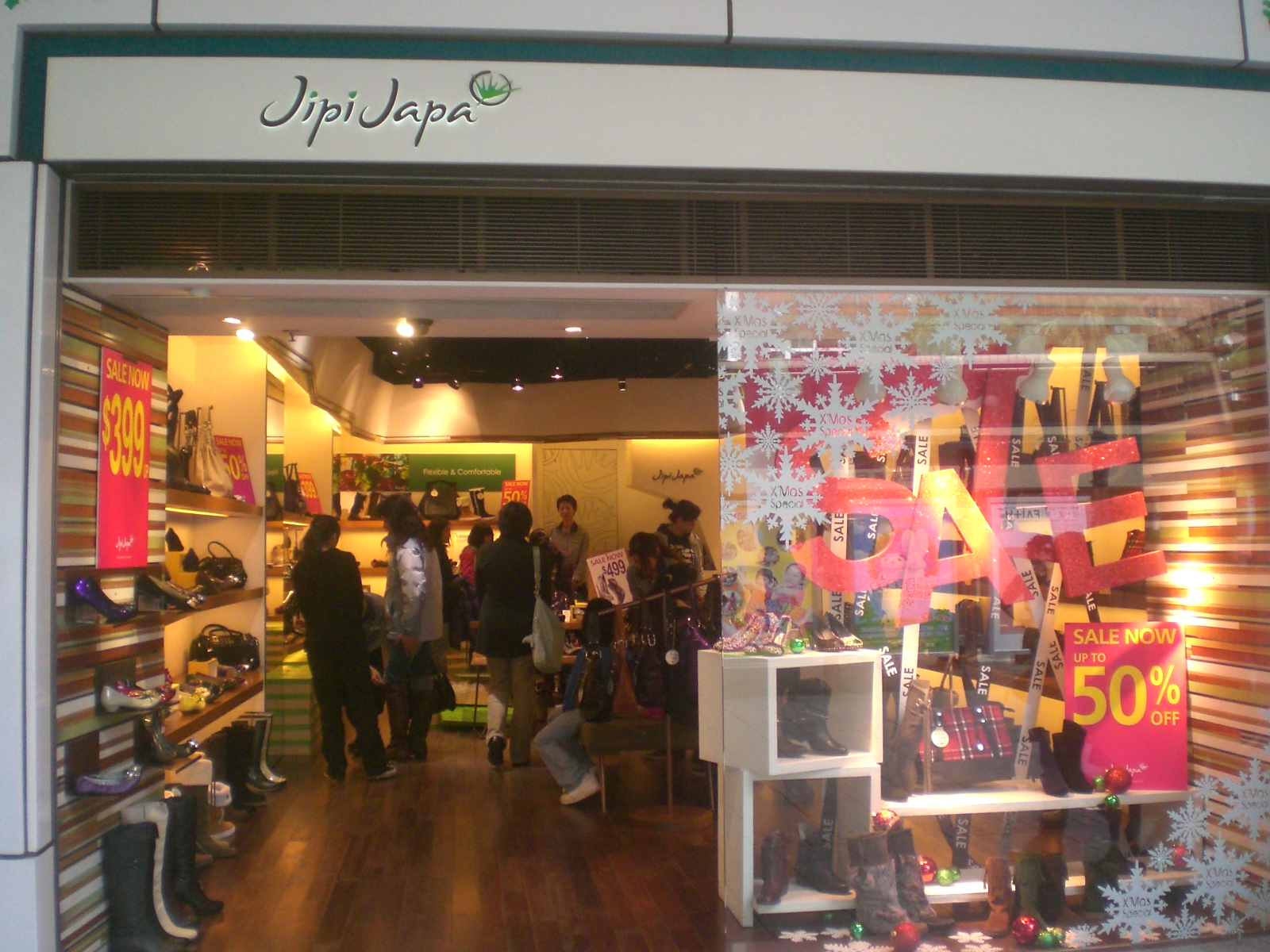
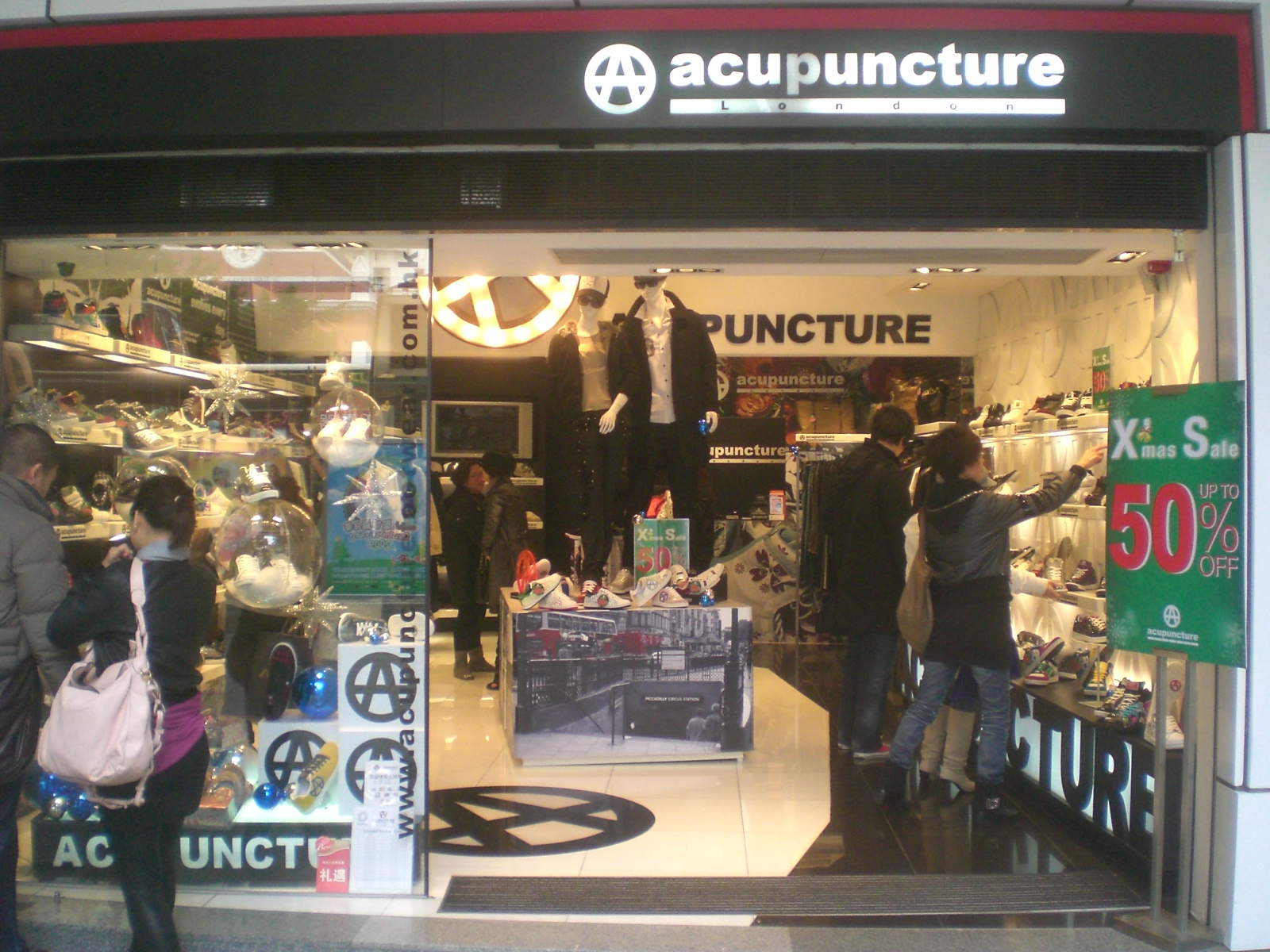
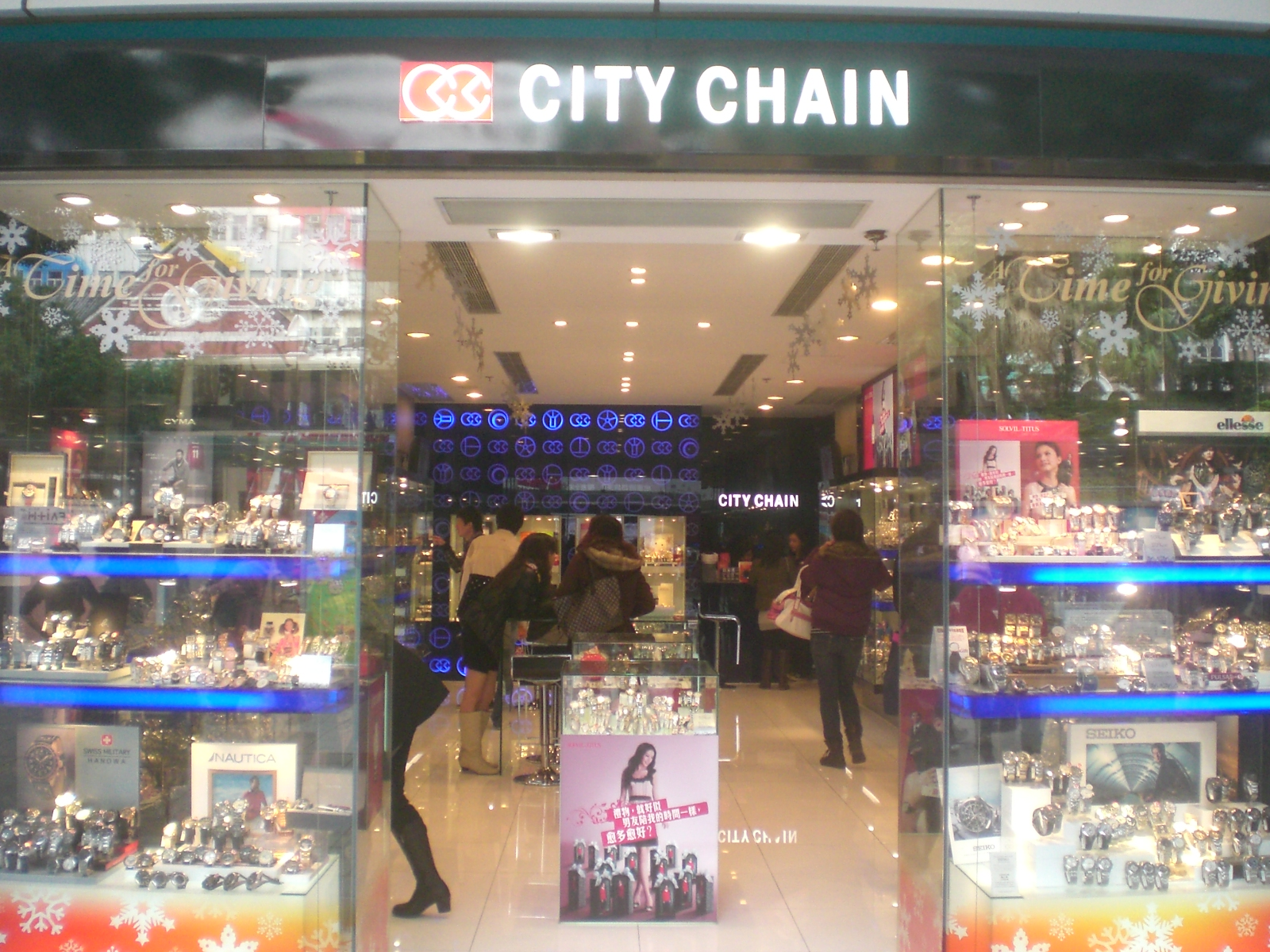
時間廊
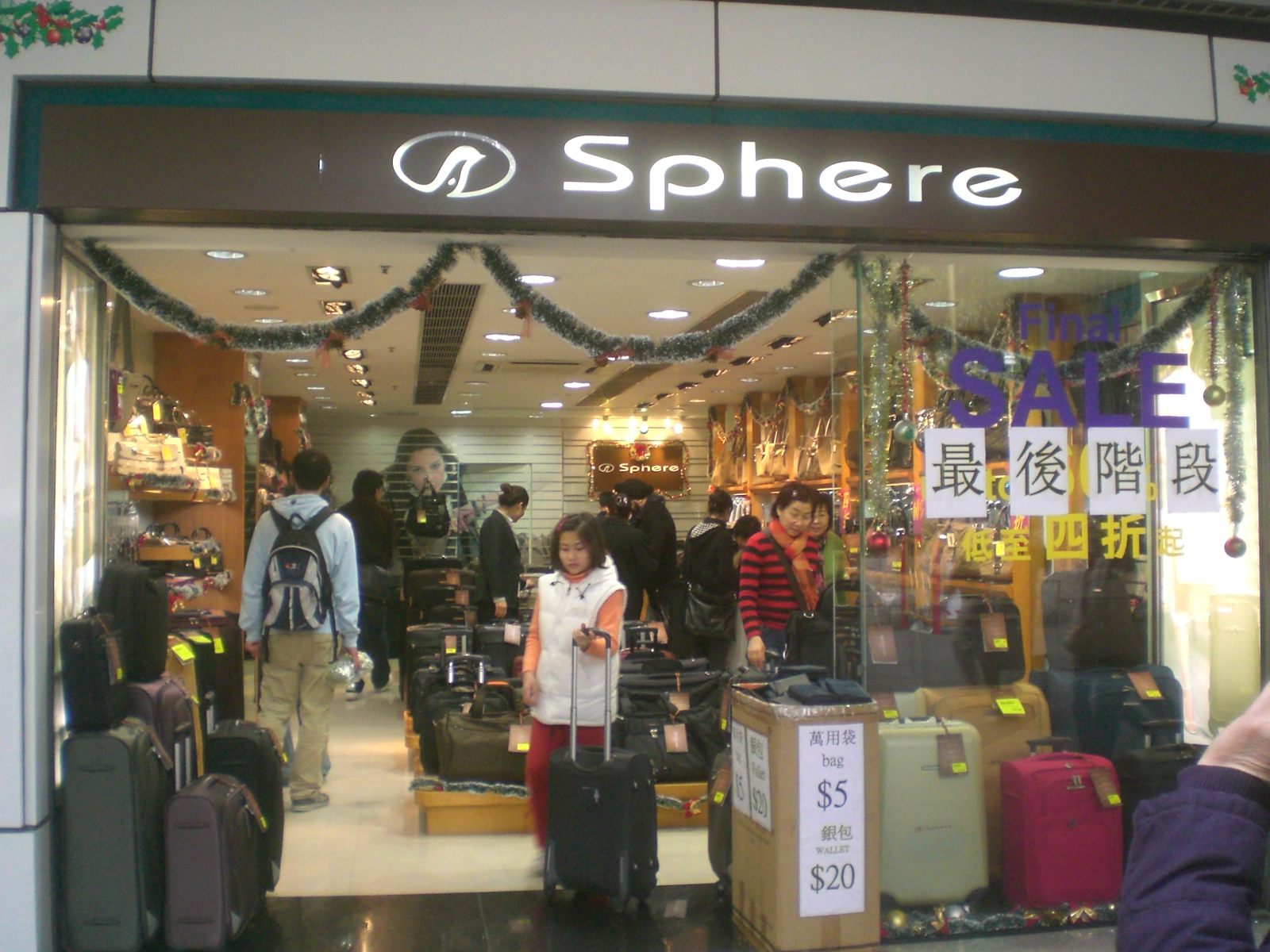
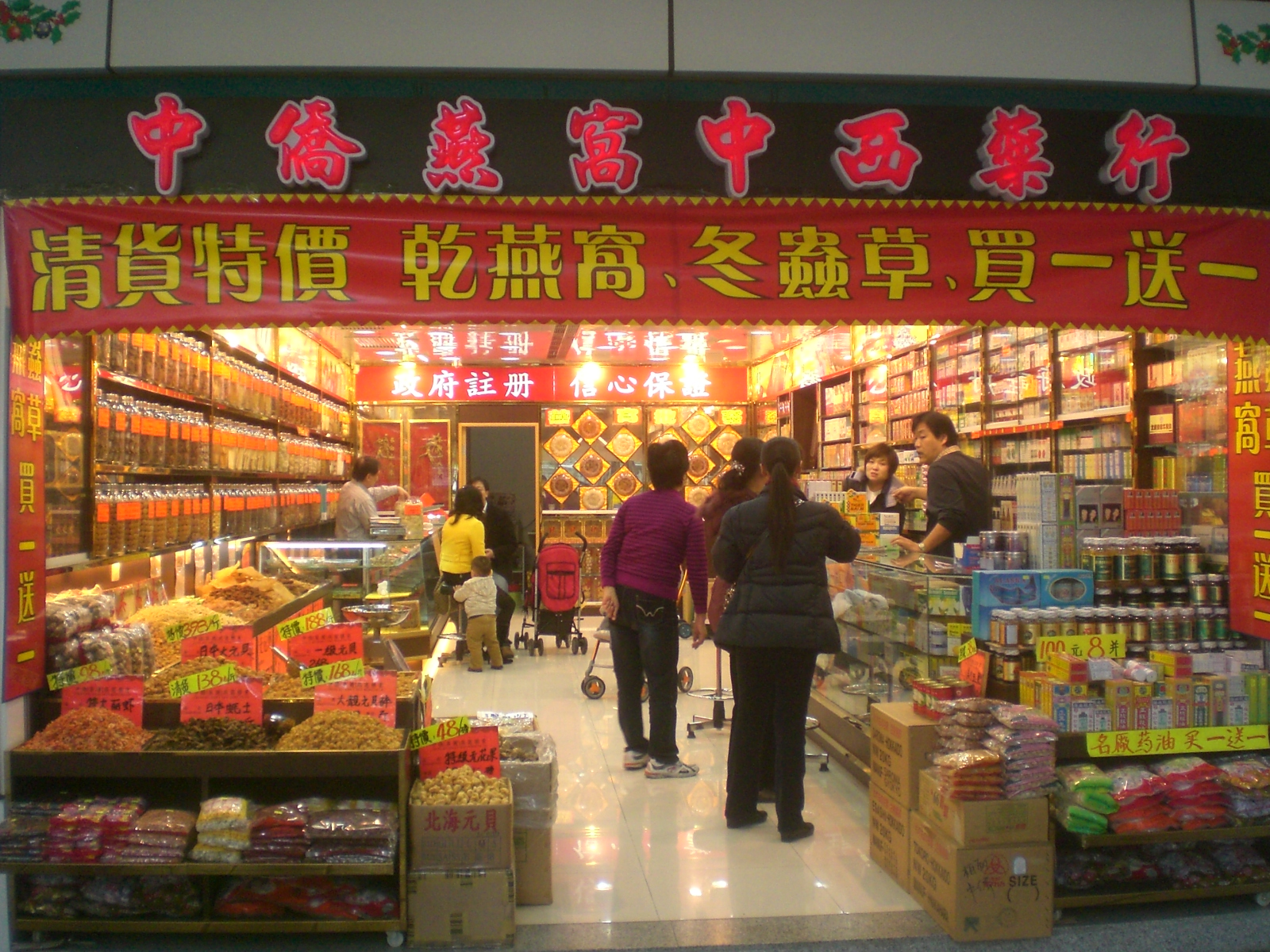
中僑國貨
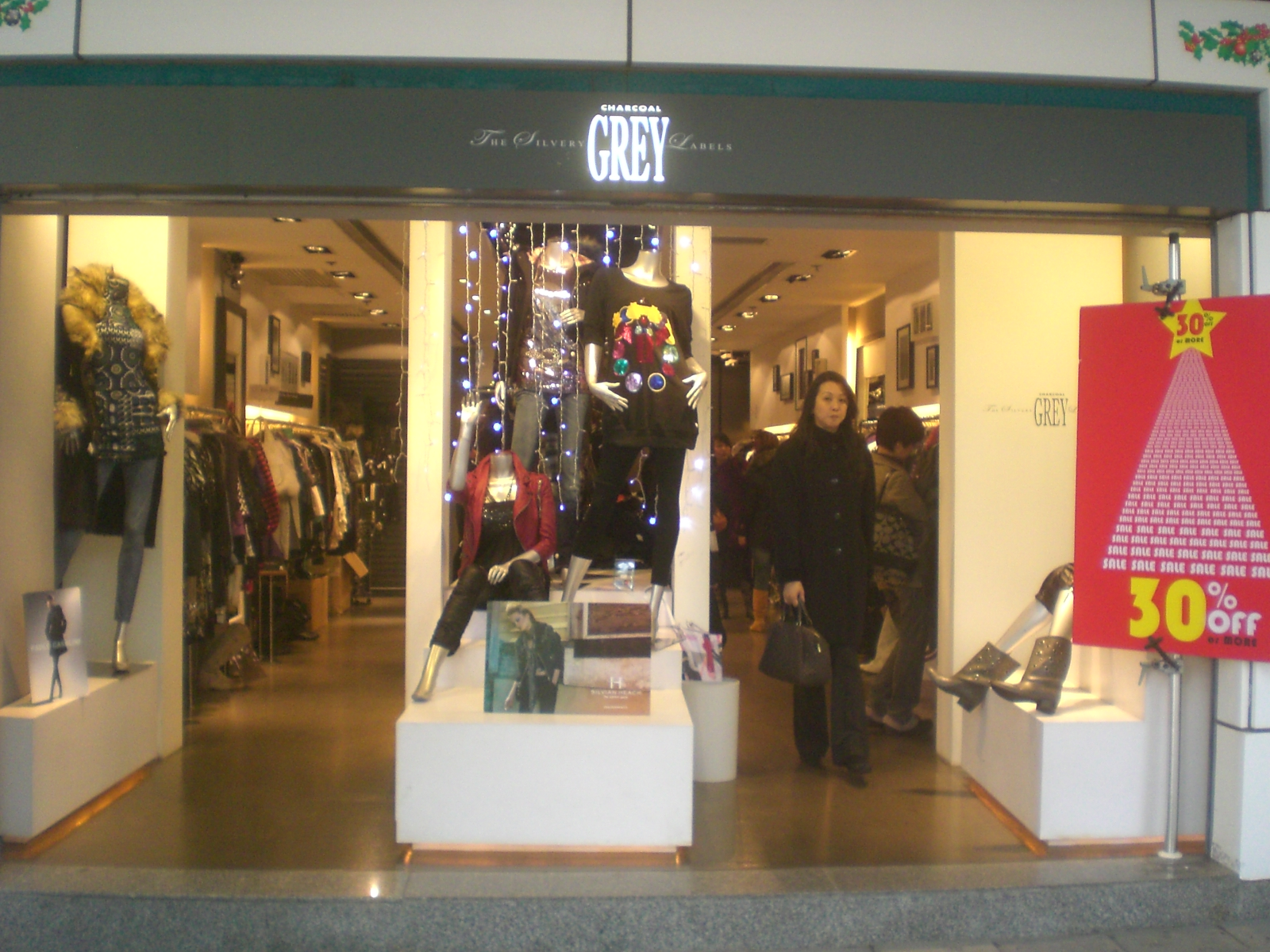
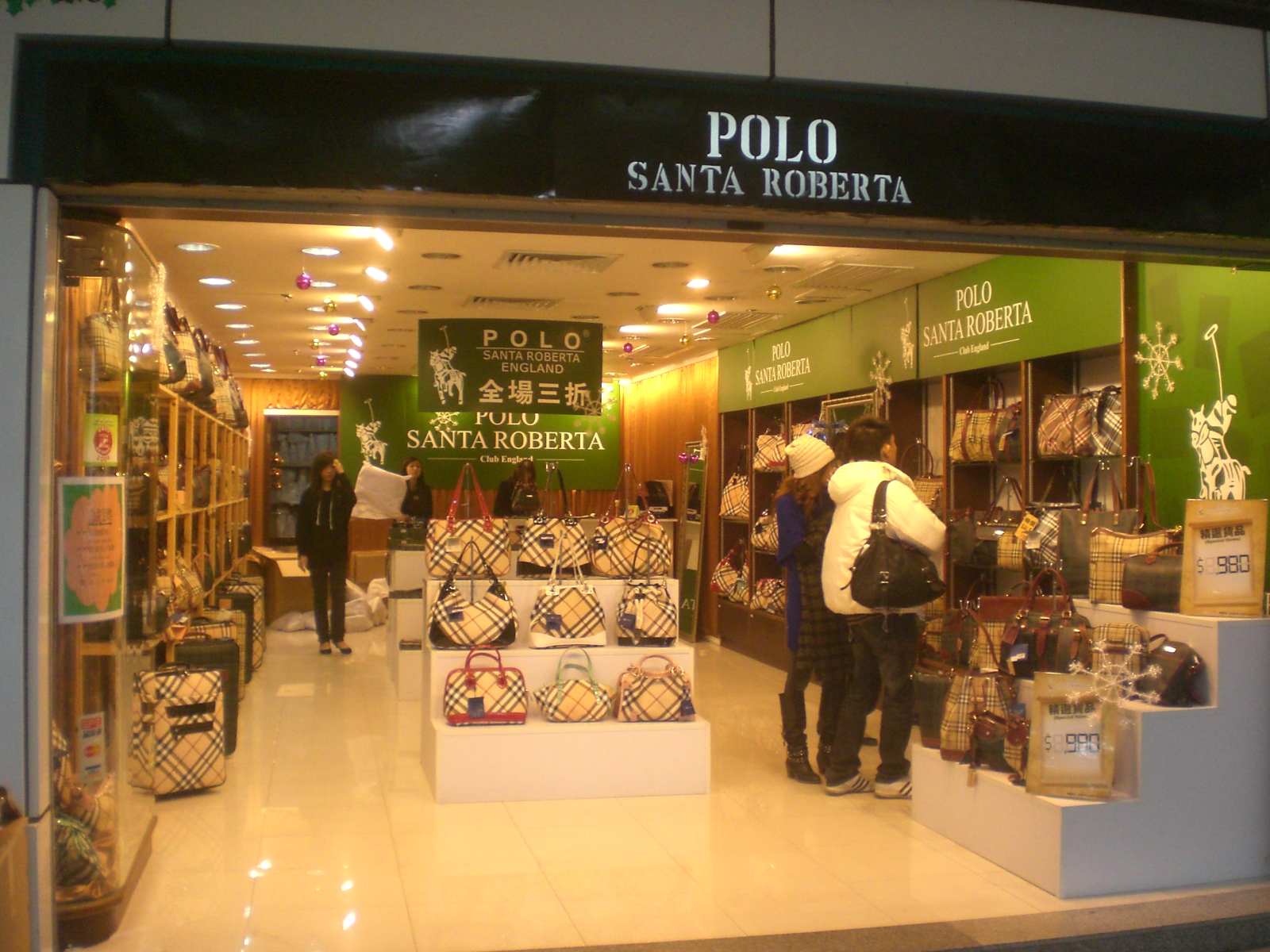
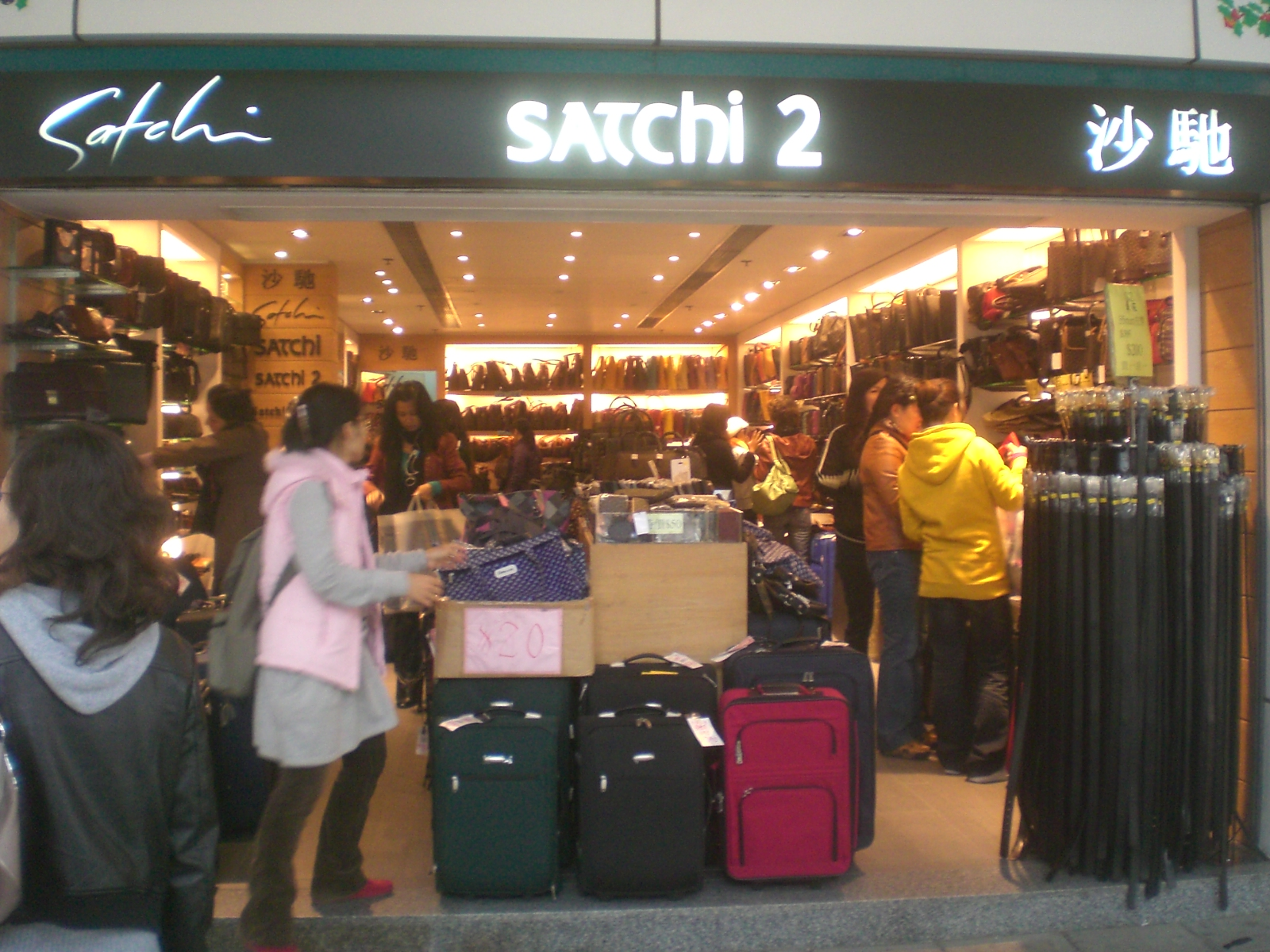
沙馳
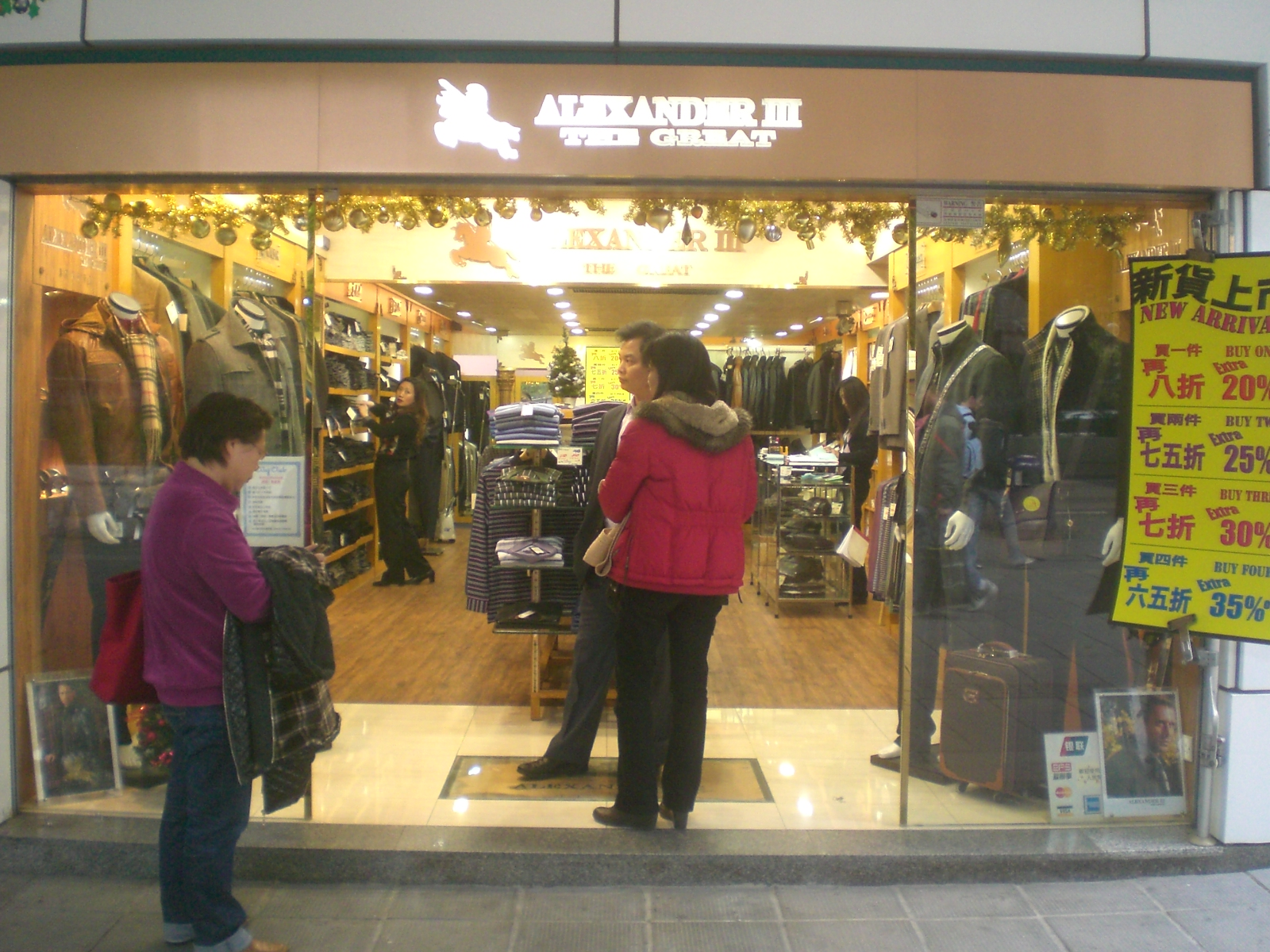

## 2010年

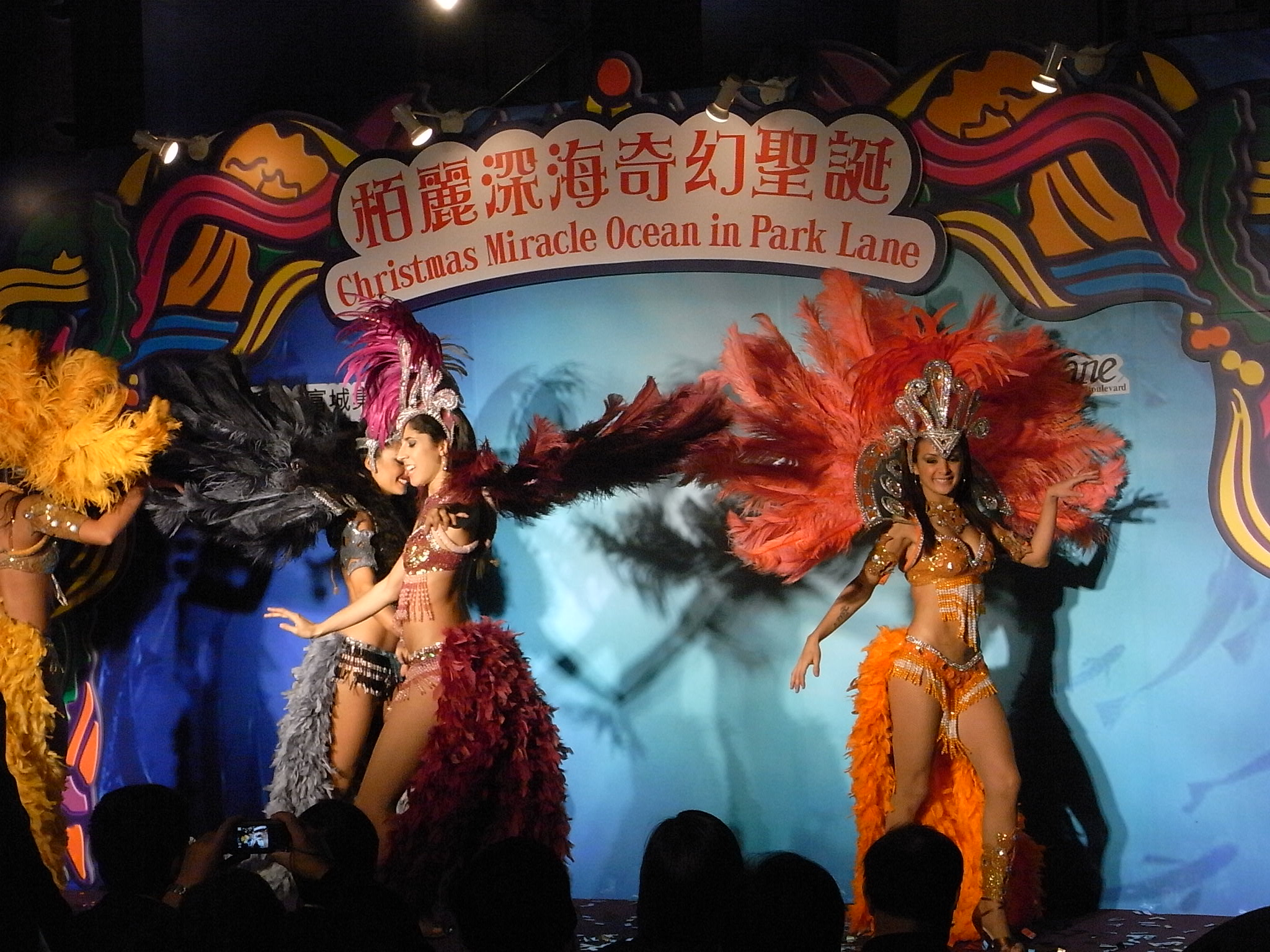
迎聖誕節前黃金購物月
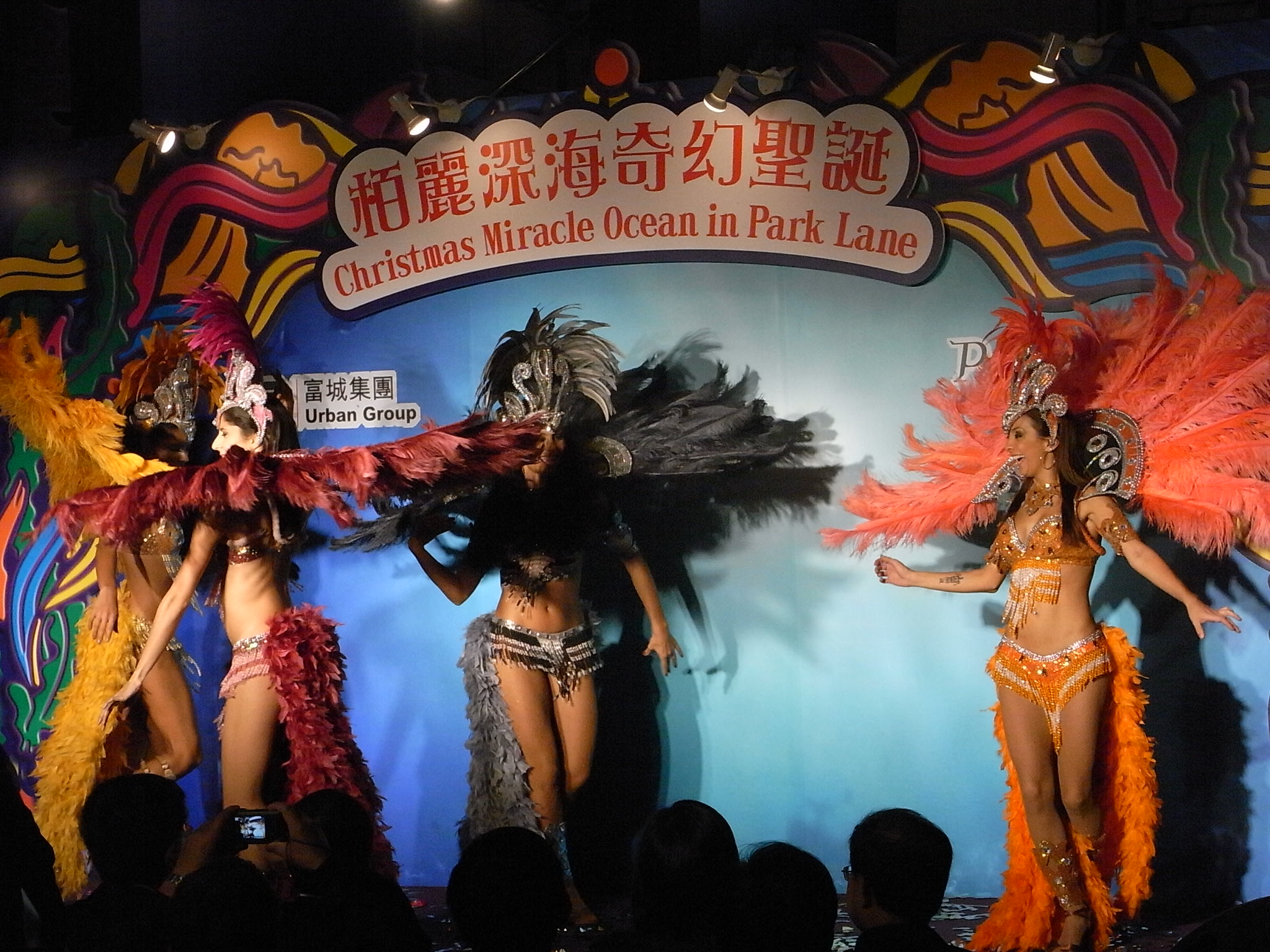
富城集團協辦
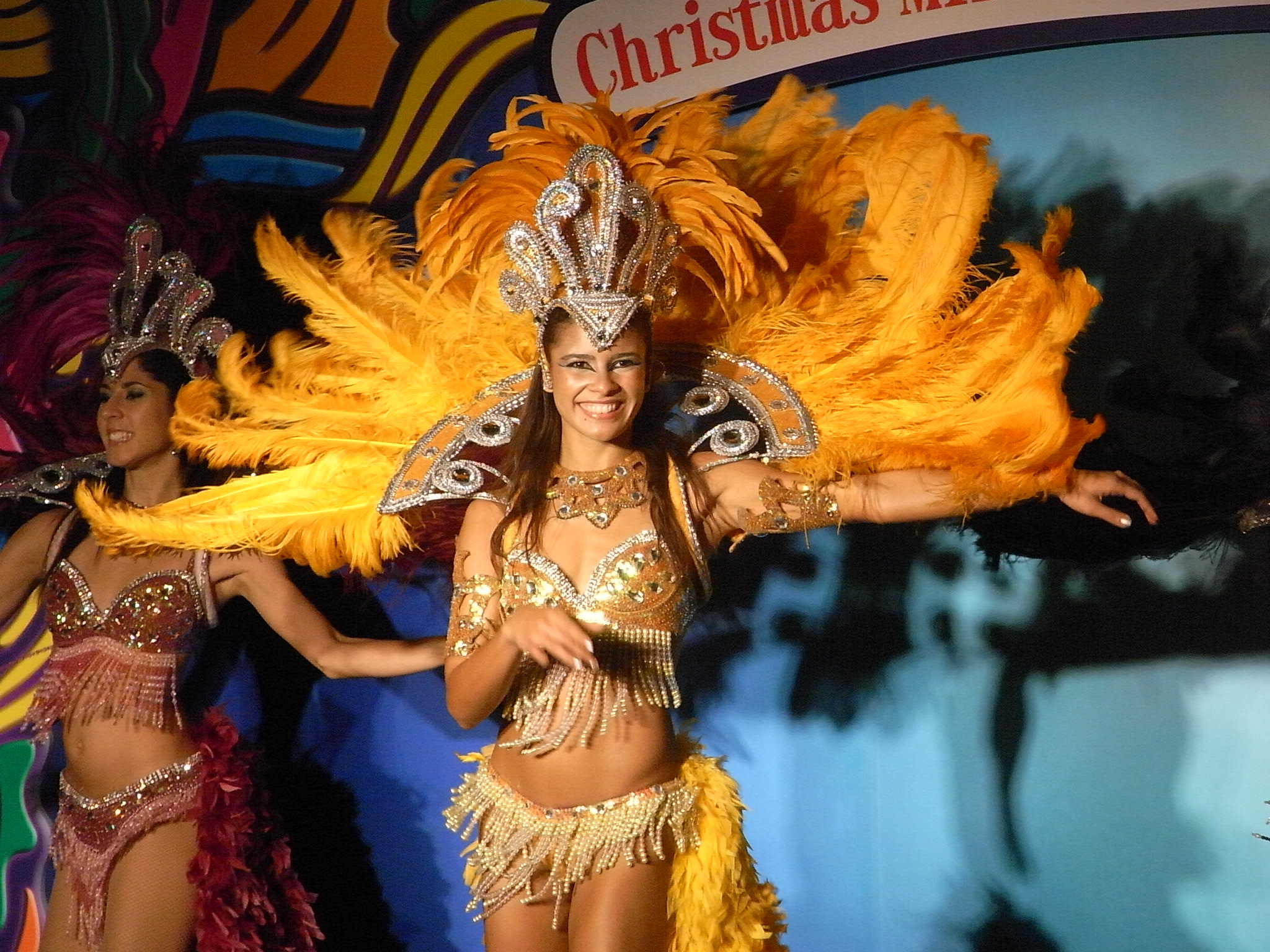
森巴舞助慶
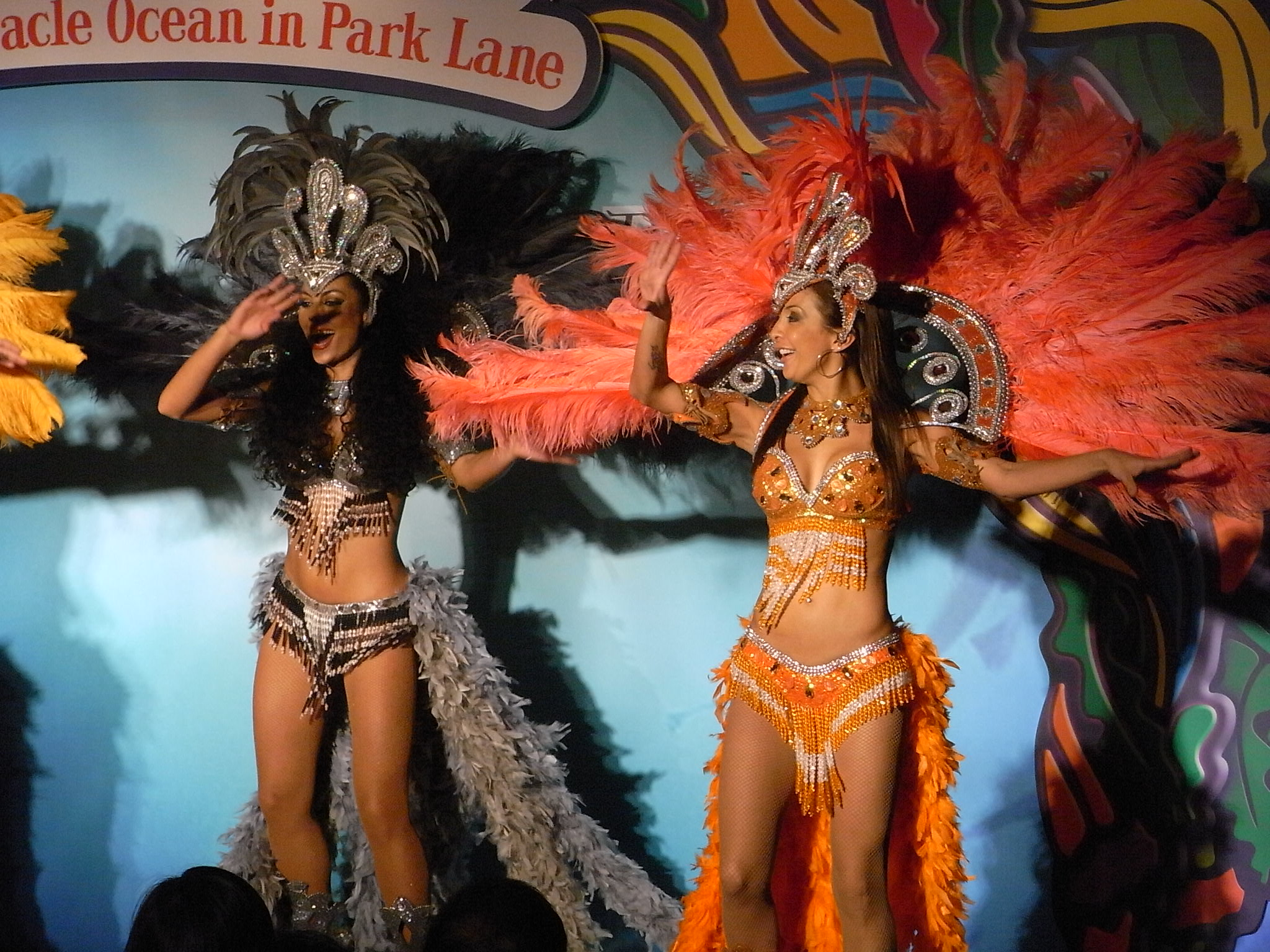

## 鄰近
- 港鐵尖沙咀站A1出口
- 九龍清真寺
- 尖沙咀警署
- 美麗華酒店
- 美麗華商場
- The ONE
- 古物古蹟辦事處
- 加連威老道
- 金巴利道
- 天文台道
- 山林道

## 外部連結
维基共享资源上的相關多媒體資源：栢麗購物大道
22°18′03″N 114°10′18″E / 22.30086°N 114.171672°E